# Peronoszpórafélék

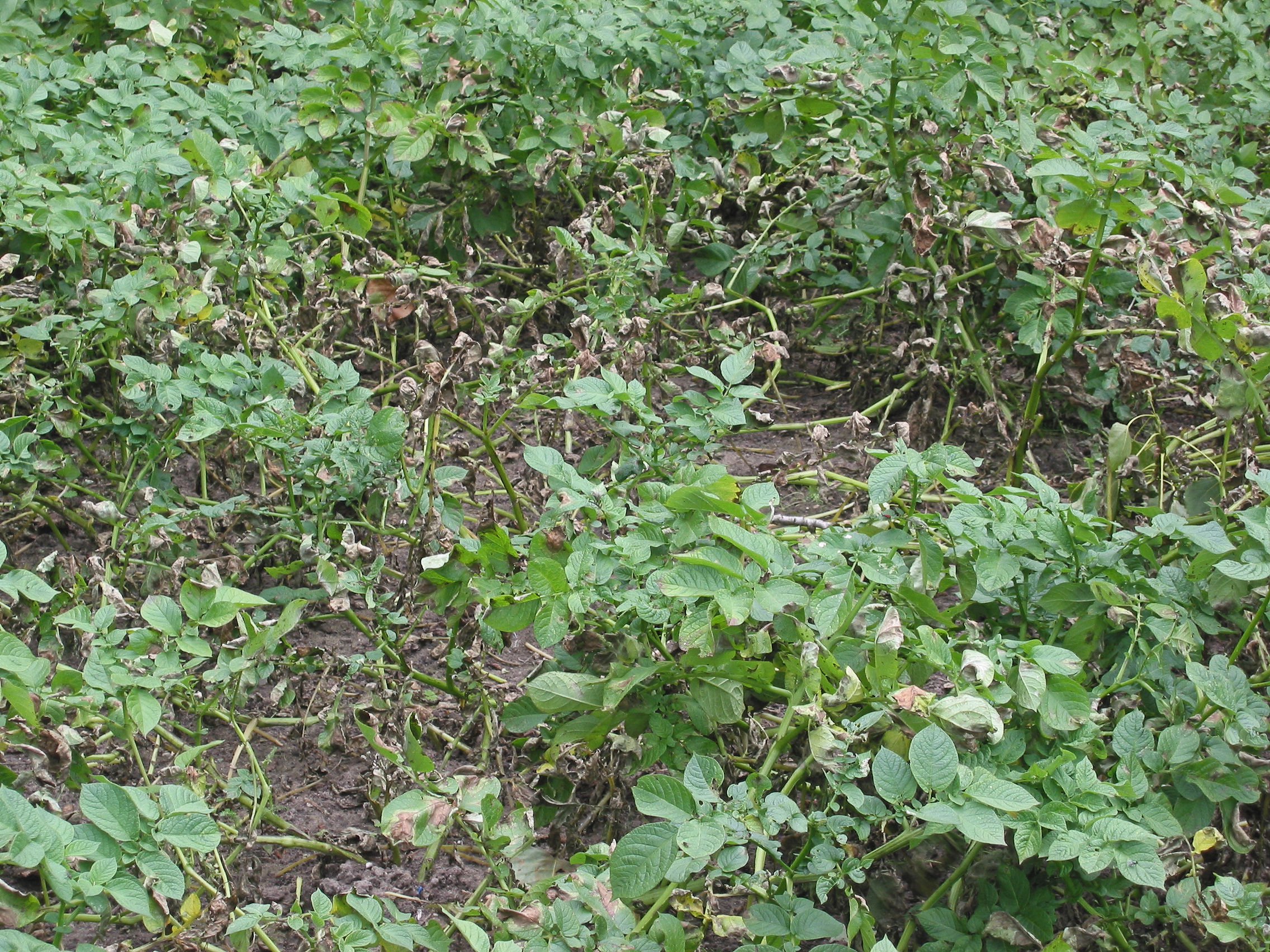
Burgonyavész (Phytophthora infestans)

Az Oomycetes osztály fajai gombaszerű, heterokont ostorral mozgó zoospórákat képző eukarióta szervezetek. Egy részük ősi vízi szervezet, míg más részük erősen specializált szárazföldi parazita. Ez utóbbiak aplanospórákkal (gyakran konídiumként funkcionáló sporangiumokkal) szaporodnak, amelyek másodlagosan, zoosporangiumokból jöttek létre. Életmódjuk változatos: a szaprobiontáktól az obligát parazitákig sokféle szervezet fordul elő közöttük.
A petespórás gombaszerű élőlények (Oomycetes) két fontos rendje:
- a Saprolegniales és
- a peronoszpórafélék (Peronosporales).

A peronoszpórafélék rendje több szempontból is jelentős csoport. Oogámiás szaporodásúak, ivartalan szaporodásuk a szárazföldre való áttérést tükrözi. A sporangiumtartók a gazdanövény felszínén fejlődnek, a sporangiumok könnyen leválnak, a víz és a szél egyaránt terjesztheti őket (szárazföldi adaptáció). Micéliumuk fonalszerű, cenocitikus (nem tagolt), gazdagon elágazó. Magas fejlődési szintet elért petespórás szervezetek, amelyek körében a szárazföldi életmódra való fokozatos áttérés figyelhető meg.
Az ősibb nemzetségek (pl. Phytophthora, Pythium) még zoospórákat képeznek, amelyek kiszabadulva vízben úszva terjednek. Átmeneti típusoknak tekinthetők a Plasmopara és a Pseudoperonospora nemzetségek, amelyek sporangiumaiból nedves időben zoospórák, szárazabb időben pedig közvetlenül csíratömlő fejlődik. A hifatömlők kialakításával ezek a szervezetek a szárazföldi életmódhoz való alkalmazkodás fontos lépését tették meg. A száraz körülményekhez jobban alkalmazkodott nemzetségek (pl. Bremia, Peronospora) fajai már kizárólag úgy hatolnak be a gazdaszervezetbe, hogy sporangiumuk tömlőt hajt; ezek sporangiumai funkcionálisan konídiumoknak tekinthetők. Ezzel párhuzamosan az oogóniumban a petesejtek száma is – sok esetben egyre – redukálódik.
Az idetartozó fajok többsége virágos (kultúrnövények és vadon termő) növények parazitája. Micéliumukat a gazdanövények sejtközötti járataiban fejlesztik ki, ahonnan a sejtekbe a nemzetségekre jellemző alakú szívófonalakat (hausztórium) bocsátanak. A sporangiumtartók a növény felszínén, gyakran a gázcserenyílásokon keresztül kinőve fejlődnek ki.

## Pythiaceae család

### Phytophthora nemzetség

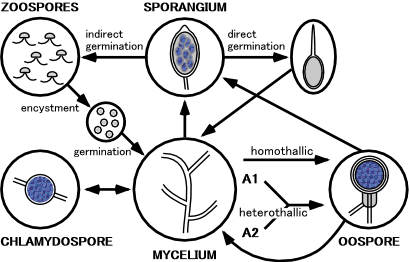
A Phytophthora infestans életciklusa

Bár telepszerveződésük alapján a Phytophthora-nemzetség tagjai a valódi gombákra emlékeztetnek, sajátos sejttani (pl. cellulóz sejtfal, kitin hiánya) és biokémiai tulajdonságaik révén elkülönülnek tőlük. DNS-vizsgálatok is megerősítették, hogy a barna- és sárgásmoszatokkal (Stramenopila) lényegesen közelebbi rokonságban állnak, mint a valódi gombákkal. Ezért a legújabb rendszerekben a fitoftórák és a hasonló gombaszerű szervezetek az Oomycota törzsbe (vagy osztályba) kerültek, a valódi gombáktól elkülönítetten, a sárgásmoszatokkal (Stramenopila) együtt a Chromista országba.
A Phytophthora nemzetség egyes fajai jelentős gazdasági károkat okozhatnak a mezőgazdasági termelésben, míg más fajok az erdei fák fontos kórokozóiként ismertek. Többségük vízben, illetve talajban él, fakultatív szaprotróf életmódot folytatva a növények gyökereit vagy föld feletti részeit parazitálja. A Phytophthora fajok által Magyarországon károsított fontosabb fafajok a mézgás éger (Alnus glutinosa), a kocsánytalan tölgy (Quercus petraea) és a fekete dió (Juglans nigra).
A fitoftórák növényi szövetben élnek, de kitartóképleteik – az ivaros petespórák, illetve az ivartalan úton keletkező klamidospórák – révén évekig képesek a talajban fertőzőképes állapotban fennmaradni. Egy vegetációs időszakon belül azonban a gyorsan terjedő járványokért az ivartalan úton keletkező sporangiumok, és a bennük kialakuló vagy belőlük kiszabaduló kétostoros rajzóspórák (zoospórák) felelősek.

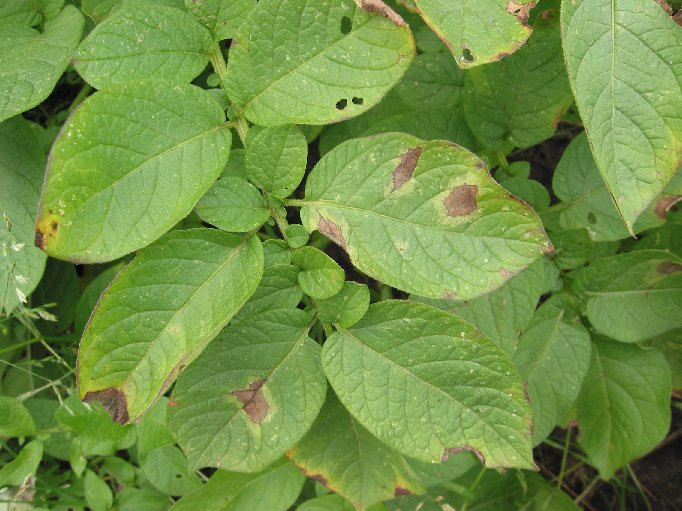
A Phytophthora infestans által megfertőzött burgonya levelén megjelenő szürkésbarnán elhaló foltok

#### Phytophthora infestans (a burgonya- és a paradicsom fitoftórás betegsége, burgonyavész)

##### Életmód
A fonalas telepszerveződése alapján hagyományosan gombaként rendszerezett kórokozó heterotallikus szervezet, ivaros szaporodása csak akkor lehetséges, ha egymással kompatibilis két párosodási típus (A1 és A2) térben és időben egyszerre van jelen. A valódi gombáktól eltérően vegetatív életciklusa során diploid (2n) állapotú. Ivaros szaporodáskor a meiózis az ivarszervekben (oogónium, anterídium) következik be, így csak az ivarsejtek haploidok. Az ivaros folyamat végterméke a vastag falú oospóra (petespóra), amely a talajban áttelelve évekig megőrizheti életképességét. Vegetatív úton micéliummal, sporangiummal és rajzóspórákkal terjed, mely képletek a gyors terjedést, illetve – ivaros folyamat hiányában – a faj fennmaradását szolgálják.

##### A betegség kialakulása, tünetei

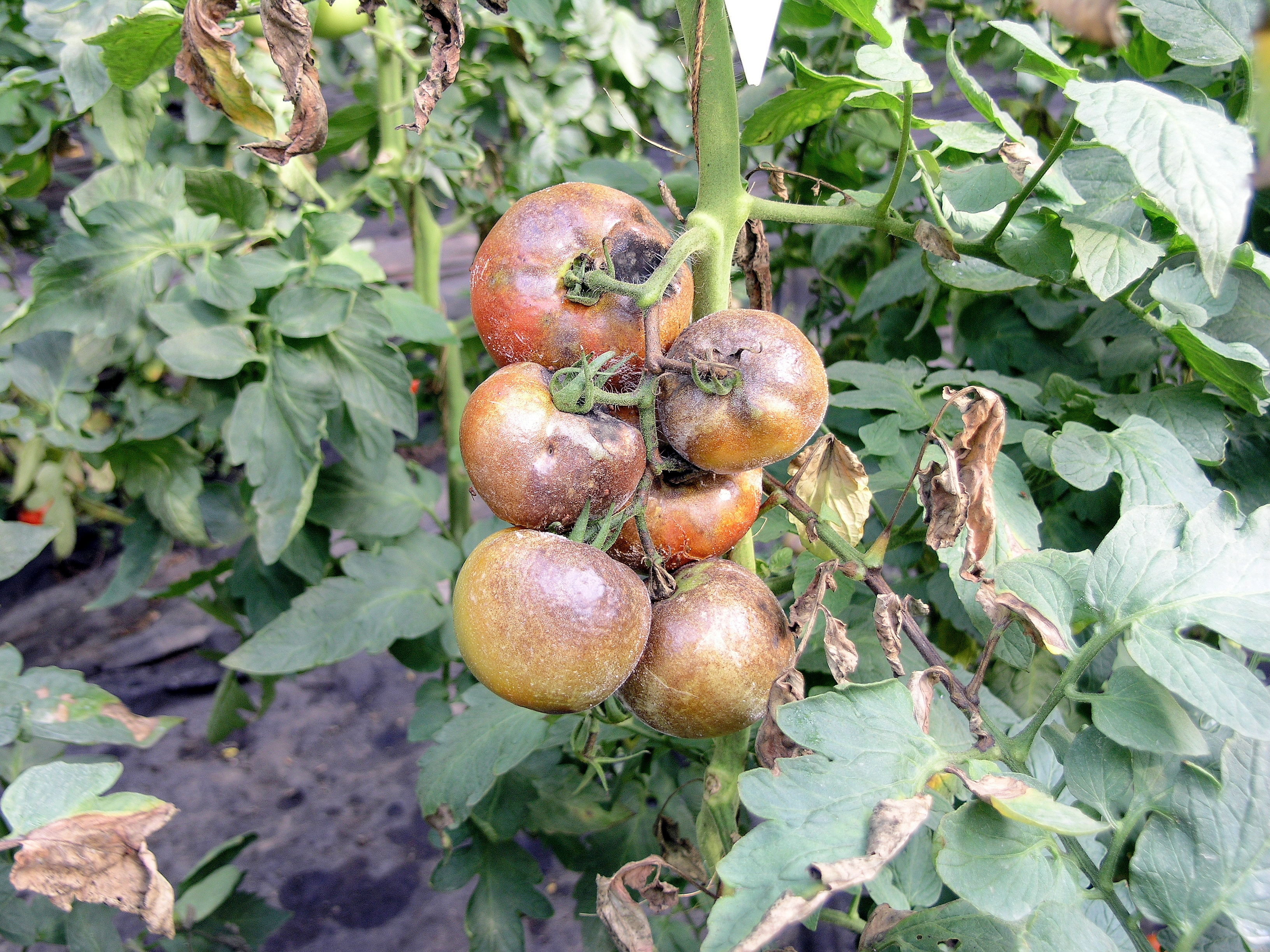
A Phytophthora infestans által fertőzött paradicsombogyókon megjelenő foltok

A kórokozó a burgonya és a paradicsom levélzetét, hajtásait néhány nap alatt leszáríthatja, és súlyosan károsítja a burgonyagumót, valamint a paradicsombogyót is.
A burgonya fitoftórás betegsége Európa országaiban több évszázada ismert, esetenként rendkívüli járványokat okozott, amelyek nyomában éhínség, emberek százezreinek halála következett be. Az 1840-es évek közepén Írországban kitört nagy burgonyavész következtében több mint egymillió ember halt éhen, és további milliók vándoroltak ki, főként Észak-Amerikába.
A burgonyavész első magyarországi megjelenése valószínűleg 1845-46-ra tehető (Szepes vármegye), amikor Tognio Lajos pesti orvostanár felszólítást kapott a Magyar Királyi Helytartótanácstól a "Magyarhonban mostanában uralkodó burgonyabetegség" tanulmányozására.
A betegség paradicsomvész és burgonyavész elnevezése a kórokozó agresszivitására, a növényeken előidézett gyors lefolyású, súlyos kártételre utal. A kórokozó a padlizsánt és a petúniát is károsíthatja.

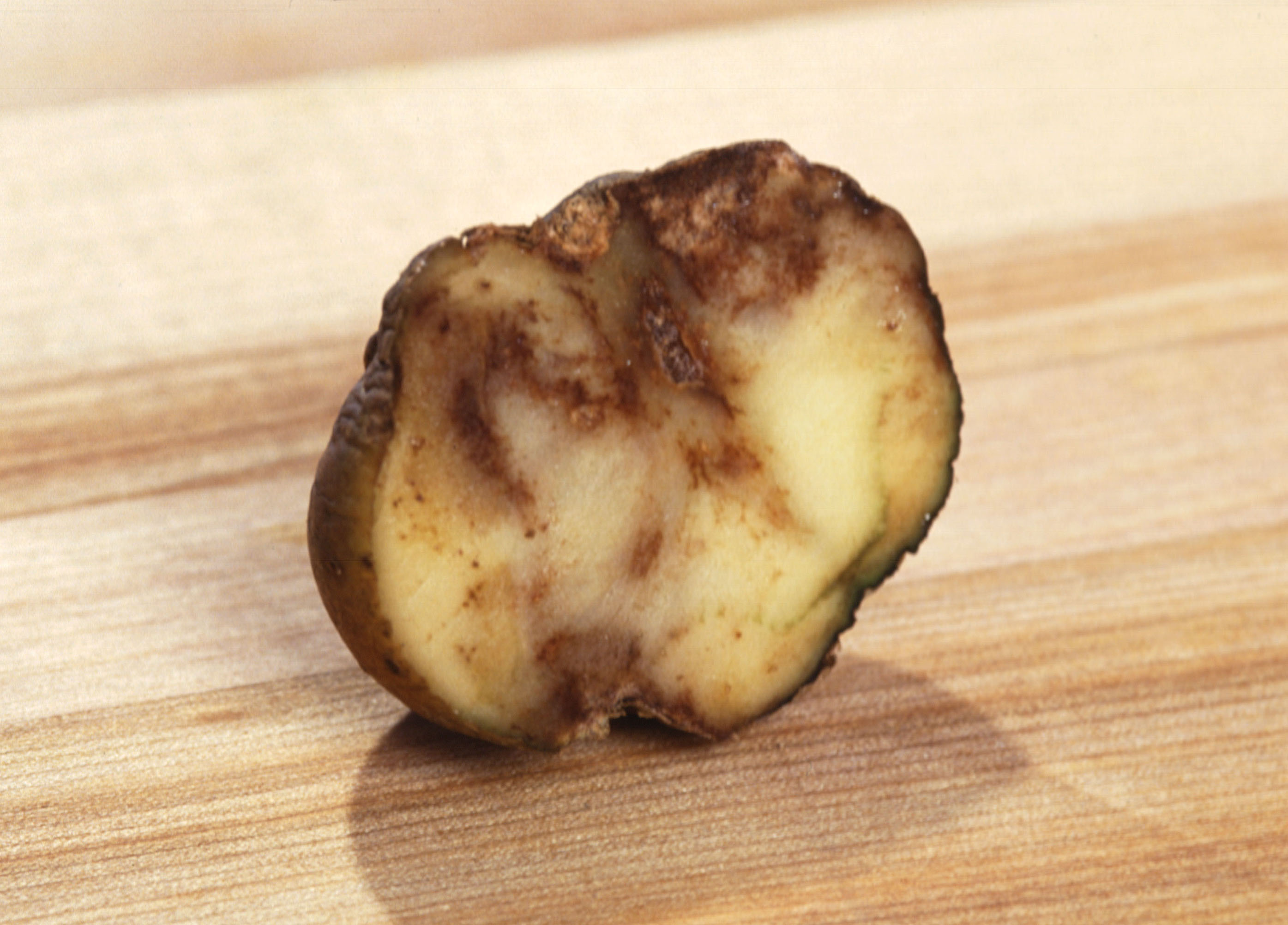
Rothadó burgonyagumó

A paradicsom és burgonya levelein nagy, 10–20 mm-t is meghaladó méretű, vizenyős, sárguló szegélyű, majd szürkésbarnán elhaló foltokat okoz. A foltok gyakran a levél szélétől vagy csúcsától indulnak ki. Nedves időben az elhaló foltok rothadnak. A barna és sárga részek határán a levélfonákon, magas páratartalom esetén, fehér színű, gyér penészbevonat (sporangiumtartó gyep) jelenik meg. A gyorsan elhaló levélzet lekonyuló, lógó állapotban a száron marad. A levélnyélen, a hajtáson, a száron a levélhez hasonló színű, de megnyúlt foltok jelzik a kórokozó fertőzését. Kedvező körülmények között néhány nap alatt a burgonya- és/vagy paradicsomnövények elveszíthetik lombjukat, az állomány úgy nézhet ki, mintha leforrázták volna.
A lombról lemosódó sporangiumok a talajban megfertőzhetik a burgonyagumókat is. Azokon szürkés vagy barnás, kissé besüppedt, később ráncosodó foltok jelennek meg. A fertőzött folt alatt a gumóhús rozsdabarnára színeződik, márványozott lesz, és ez az elszíneződés éles határ nélkül terjed a gumó belseje felé. A tárolóban a fertőzött burgonyagumók másodlagos kórokozók hatására megpuhulnak és elrothadnak. A zöld paradicsombogyón jellegzetes tüneteket okoz: a kocsány körül nagy kiterjedésű, barna, márványozott, gyakran zónázott elszíneződés látható. A barnulás a gyümölcs húsába mélyed és az állománya kemény marad.
A fertőzött burgonyagumók héja esetenként barnább, gödrösebb, ráncoltabb lehet, mint az egészségeseké. A gumót keresztülvágva a gumó húsa barnásan márványozott, az elszíneződés a héj alól indul ki és terjed befelé, szélei nem élesek. Az elszíneződés tarka, gyakran nem folytonos, sosem képez a héjtól elkülönült gyűrűt a gumó húsában.

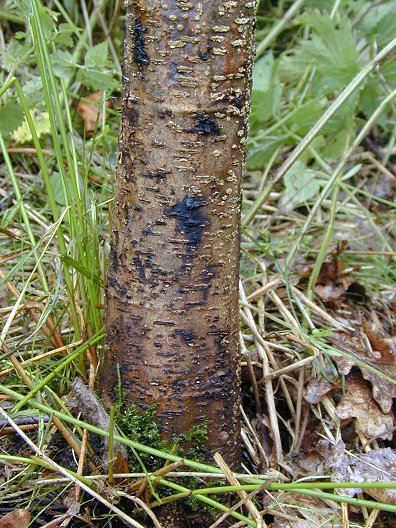
Phytophthora alni tünete égeren

A kórokozó fertőzött burgonyagumókban micéliummal telel át, de fennmaradhat a talajra lehullott fertőzött növényi maradványokon is, illetve oospórákkal a talajban (ahol mindkét párosodási típus jelen van). A fertőzött gumók kiültetése után a lombon megjelenő sporangiumtartókon lefűződő sporangiumok, vagy az azokból képződő zoospórák fertőzik a burgonyát, majd onnan a paradicsomnövényeket. A sporangiumok légáramlással, széllel, vízcseppekkel terjednek. A fertőzéshez több óráig tartó nedves növényi felületre (levél-, szár-) van szükség.

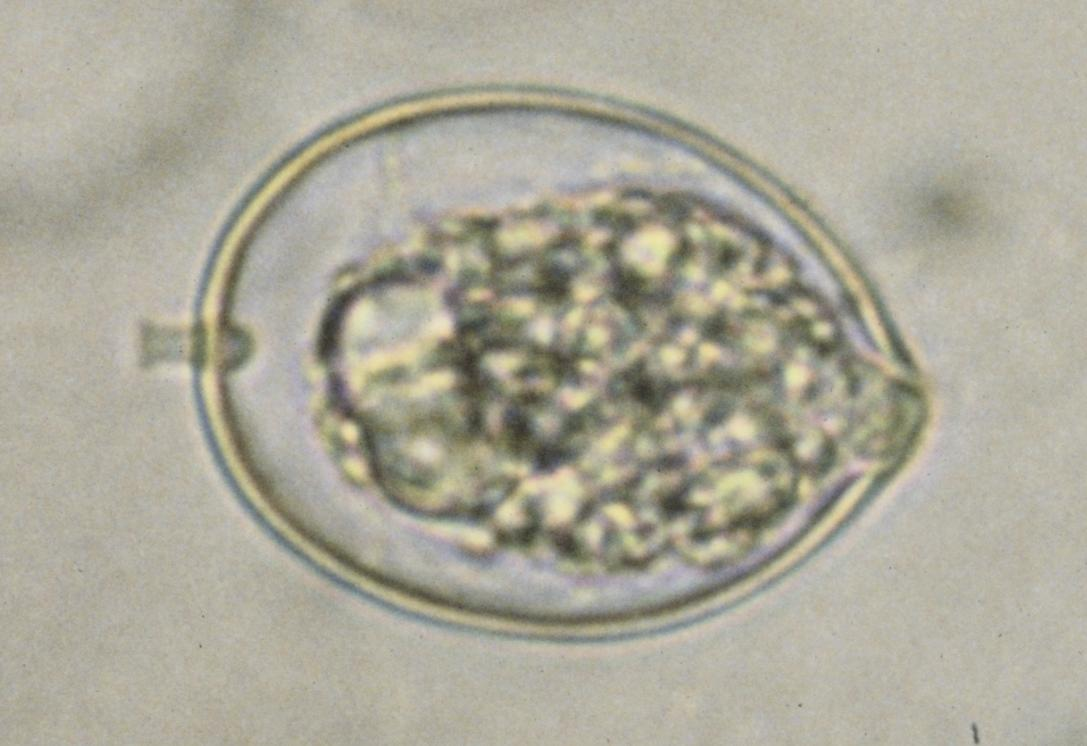
Mikroszkópos felvétel a Phytophthora cactorum sporangiumáról

#### Phytophthora alni (az éger fitoftórás betegsége)
Az éger fitoftórára először 1993-94-ben Nagy-Britannia déli részén figyeltek fel, amikor a folyóparti égerfák (Alnus glutinosa) törzsén nekrotikus sebeket, azok körül pedig sűrű, fekete nedvfolyásokat (kátrányfoltokat) észleltek. Mindez általában együtt járt a lombkorona megritkulásával.
A nekrózisokból izolált kórokozó egy addig ismeretlen fitoftóra volt; ez volt az első adat égerek fitoftórás betegségéről. A kórokozó egyes izolátumai morfológiai tulajdonságaikban hasonlítottak a Ph. cambivorá-ra, amely számos fafajon okoz betegséget, de az égert nem támadja meg. Viszont a heterotallikus Ph. cambivorá-val ellentétben ez a fitoftóra homotallikusnak bizonyult. ITS-szekvenciák elemzésével brit kutatók megállapították, hogy a kórokozó egy fajközi hibridizáció során létrejött fajhibrid, szülőfajai a Ph. cambivora és a Ph. fragariae (vagy egy ahhoz közel álló ismeretlen taxon). A hibridnek több típusa van, ezek egyebek közt kromoszómaszámuk alapján is elkülönülnek egymástól. Az égerfitoftóra izolátumai a Ph. cambivorá-ban, illetve a Ph. fragariae-ben tapasztalt 5–6 kromoszómapárhoz képest jóval többet tartalmaznak, általában közel tetraploidok. Mivel a kromoszómakészlet több fajból származik (aneuploidok), ezért szabályos meiózis ritkán játszódik le, és a keletkező petespórák jórészt csírázásra képtelenek. A fajhibrid első ismertetése 1995-ben "éger Phytophthora" néven, faji leírása pedig Phytophthora alni néven 2004-ben történt. Három alfaját (P. alni subsp. alni, P. alni subsp. uniformis és P. alni subsp. multiformis) és több változatát írták le. Magyarországon 1999-ben izolálták első alkalommal.
A fitoftóra fertőzést jelzi a kátrányfoltok megjelenése a kérgen. Az új foltok rendszerint őszi-tavaszi időszakban alakulnak ki. A foltok többsége a gyökfőben, illetve a törzs alsó felén jelentkezik. A foltok alatt minden esetben elhal a szállítószövet. A fitoftórás foltok megjelenése a törzsön és a gyökfőben nem jár együtt azonnali koronaelváltozással. A foltok megjelenését követően bizonyos ideig a fa koronája teljesen egészséges képet mutathat, mivel a megtámadott és elhalt szállítószövet részek aránya még nem érte el azt a kritikus szintet, ami szükséges a korona elhalási tüneteinek megjelenéséhez. A fitoftóra fertőzést követően, hosszabb-rövidebb idő után, a fa koronája kiritkul, a levelek elszíneződnek, apróbbak lesznek. Egyre több vékony, illetve vastagabb ág elhal, majd végül az egész fa elpusztulhat.

#### Phytophthora cactorum

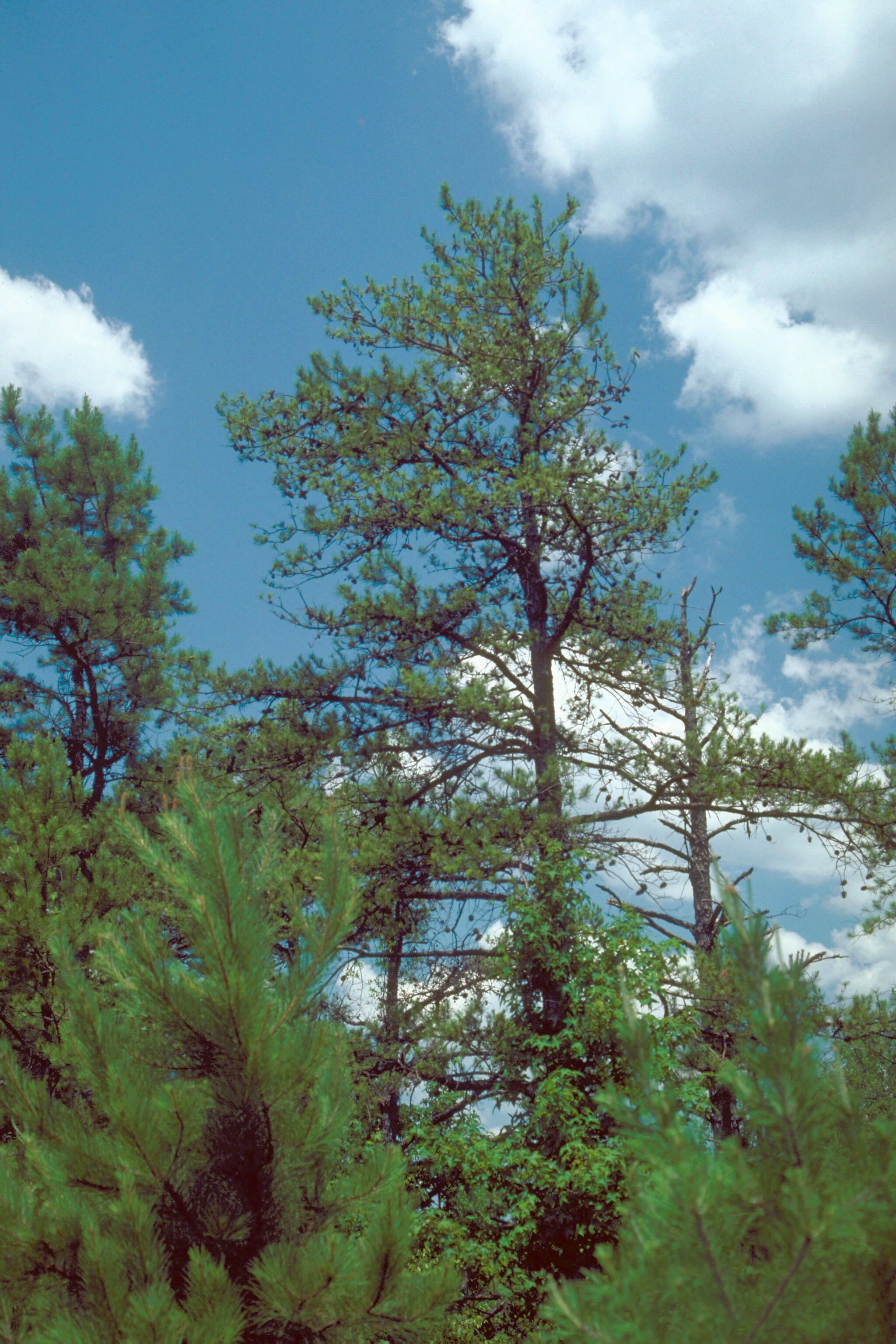
Phytophthora cinnamomi okozta betegség (littleleaf disease) fenyőn

A kórokozó a szamóca mellett még számos növényt támad meg (pl. fekete dió, havasszépe, kerti árvácska).
A szamóca fitoftórás gyümölcsrothadása (bőrszerű rothadás) a gyümölcsök kemény, barnás elszíneződését, rothadását eredményezi. A gyümölcsökön finom, fehér bevonat (sporangiumtartó gyep) is megfigyelhető lehet nedves időben. Fertőzési forrás a talaj, ahonnan a kórokozó (pl. felverődő vízcseppekkel) a fiatal gyümölcsöket fertőzi meg. A gyümölcskötődés utáni, májusi és június eleji csapadékos időjárás kedvez a betegségnek.

#### Phytophthora cinnamomi
Széles gazdanövénykörű kórokozó, amely számos fás és lágyszárú növény gyökerét és gyökérnyakát támadja meg. A fitoftóra-fajokat Amerikában a legveszélyesebb kórokozók között tartják számon. A dió esetében főleg csemetekerti kártevőként jelentős. A savanyú kémhatású, rossz vízelvezetésű talajokon fordul elő gyakrabban. Nedves, vizenyős, meleg időjárás kedvez a fellépésének. A gyökereken sérült, elhalt foltokat okoz, súlyosabb esetben a gyökerek elhalnak. A fertőzés felterjedhet a gyökérnyakra, a törzs alján kéregnekrózis, elszíneződés jelentkezik, ami az egész csemete pusztulását okozhatja. Jellemző tünet még a csemete növekedésének visszamaradása és a korai levélhullás. További fitoftóra fajok (P. cactorum, P. citricola, P. citrophthora, P. cryptogea, P. drechsleri, P. megasperma, P. nicotianae, P. parasitica), amelyeket szintén kimutattak diófán.

#### Phytophthora fragariae (a szamóca fitoftórás gyökérpusztulása, vörös gyökérrothadás)

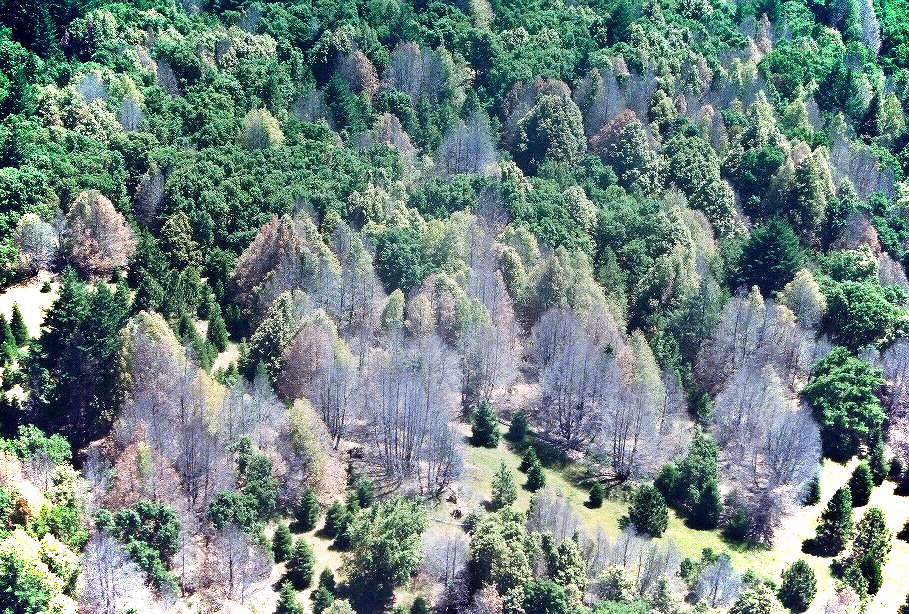
Phytophthora ramorum okozta tölgypusztulás (Sudden Oak Death)

A fitoftórás gyökérpusztulás (vörös gyökérrothadás) esetén a palánta gyökérzete elhal, nem fejlődik, emiatt felborul a palántakorona és a gyökérzet közti egyensúly. A betegség tünetei gyakran csak virágzáskor vagy a termésérés előtt válnak feltűnővé: a palánták növekedése leáll, a levelek elvesztik zöld színüket, lankadnak, majd a növény elhervad. A gyökerek belseje jellegzetesen vörösre színeződik.

#### Phytophthora kernoviae
A Phytophthora kernoviae nevű kórokozót először 2003-ban fedezték fel Nagy-Britanniában, Cornwallban (erre utal a fajnév). A betegség gyorsan terjedt, felbukkant Walesben, Angliában és Skóciában is. A kórokozó a bükkfát és a rododendront is veszélyezteti, és gyakran együtt fordul elő a Phytophthora ramorummal. A Rhododendron ponticum, egy Ázsiából betelepített faj, fontos szerepet játszik a terjedésében.

#### Phytophthora palmivora
Széles gazdanövénykörű trópusi és szubtrópusi kórokozó, amely többek között a kakaó fekete hüvelyrothadását, a kaucsukfa, a papaja, a kókuszpálma és számos más növény betegségét okozza.

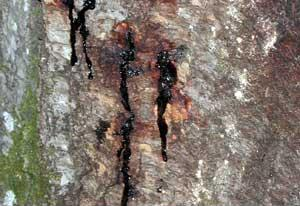
Phytophthora ramorum fertőzés hatására a tölgy törzsén sötétvörös, feketés színű nedvszivárgás (ún. vérző rák) jelenik meg

#### Phytophthora ramorum
Az 1990-es évek közepén Kaliforniában és Oregonban tölgyfák (különösen a cserhéjútölgy - Lithocarpus densiflorus és a parti élő tölgy - Quercus agrifolia) és más erdei fák hirtelen pusztulását észlelték. A "hirtelen tölgypusztulás" (Sudden Oak Death, SOD) egyik fő okozója a Phytophthora ramorum. Európában is megjelent, ahol szintén okoz fapusztulást (pl. vörösfenyőn Angliában) és károsít dísznövényeket (pl. rododendron, kamélia, bangita). Nagy-Britanniában bükkfák törzsén a P. kernoviae mellett ez a faj is okozhat vérző rákos tüneteket.
Tünettípusai:
- Vérző rák (nedvedző rákosodás): Főként fás növények törzsén és ágain sötétvörös, feketés színű nedvszivárgás, mézgásodás alakul ki. A nedvedző terület körül besüppedő vagy zárt rákosodás is kialakulhat. A külső kéreg alatt nekrotikus, márványozottan elszíneződött belső kéregrész található, amelyet gyakran fekete határvonal (zónavonal) vesz körül.
- Ág- és hajtáselhalás: A fertőzött hajtások hervadnak, majd a csúcstól az alap felé terjedve barnás-feketére színeződnek. A levelek besodródnak, hirtelen elhalnak, de a növényen maradnak és lefelé lógnak. Leggyakrabban a rododendronon (Rhododendron sp.) és bangitaféléken (Viburnum sp.) jelennek meg e tünetek.
- Levélfoltosság és -hervadás: Elmosódott szélű barna, sötétbarna pöttyök és foltok, amelyek leginkább ott alakulnak ki, ahol a vízcsepp összegyűlik a levélen (pl. levélcsúcs, levélszél). Végül az egész levél is bebarnulhat, befeketedhet, és idő előtt lehullhat. Néha a tünetek hasonlíthatnak a rozsdagombák okozta levélfoltokra. Jellemzően megfigyelhető kőrison, szelídgesztenyén, magyaltölgyön és somon.[26]

#### Phytophthora sojae (szója fitoftórás gyökér- és szárrothadása)
A szója egyik legjelentősebb betegsége világszerte, amely a csíranövény pusztulásától (palántadőlés) a kifejlett növény gyökér- és szárrothadásáig terjedő tüneteket okoz.

#### Phytophthora polonica
Lengyelországban izolálták mézgáséger- (Alnus glutinosa-) állomány talajából 2004-ben. Ellentétben az égert súlyosan betegítő P. alni-val, ez a faj csak gyengén patogén égeren.

#### Phytophthora austrocedri
Az Andokban őshonos Austrocedrus chilensis (chilei déli cédrus) gyantásodással kísért háncselhalásos tünetet mutató részeiből izolálták Argentínában. Morfológiai és növekedési tulajdonságai alapján viszonylag jól megkülönböztethető az ITS-szekvencia alapján legközelebbi rokon fajnak számító P. syringae-től, amely szintén gyakori a chilei déli cédrus alkotta erdők talajában.

#### Phytophthora siskiyouensis
Egyes morfológiai tulajdonságaiban hasonlít a P. citricolá-ra, másokban a P. querciná-ra, ITS-szekvenciái alapján ellenben a morfológiailag teljesen eltérő P. tropicalis-szal és P. capsici-vel áll a legközelebbi rokonságban. Először 2003-ban, Délnyugat-Oregonban (a fajnév a földrajzi régióra: Siskiyou-hegységre utal) izolálták erdei talajból és patakvízből, rododendron és cserhéjútölgy-leveles csapdázással. Később a területen élő cserhéjútölgyek (Lithocarpus densiflorus) törzsén mutatkozó rákos sebekből alkalomszerűen, illetve ernyős babér (Umbellularia californica) nekrotikus hajtásaiból egy alkalommal szintén azonosítható volt e faj.

#### Phytophthora alticola
Morfológiájában leginkább a P. araceae-hez hasonlít, de ITS-szekvenciák alapján is e fajjal, valamint a P. megakaryá-val és a P. quercetorum sp. nov.-mal mutat legközelebbi rokonságot. E fitoftórafaj neve (alticola = magaslakó) a magasan fekvő származási helyre utal. Dél-Afrika 1100 méternél magasabb tájaira betelepített, hidegtűrő eukaliptuszfákon (Eucalyptus badjensis) vészesen terjedő betegségtünetek (levélhervadás, gyökér- és gyökfőrothadás, kéreghullás, fapusztulás – amelyeket egyébként más fitoftórafajok: a P. cinnamomi, a P. boehmeriae és a P. nicotianae is kiválthatnak) gyökfőrothadásos részéből és a környező talajmintákból izolálták, és megállapították az izolátumok patogenitását különböző eukaliptuszfajokon.

#### Phytophthora frigida
ITS-szekvenciák alapján a P. multivesiculatá-val és a P. bisheriá-val áll a legközelebbi rokonságban. A homotallikus P. alticolá-val együtt Dél-Afrika 1100 méternél magasabb tájaira betelepített, hidegtűrő eukaliptuszfák (Eucalyptus smithii) gyökér- és gyökfőrothadásos részeiről, illetve környező talajából izolálták.

#### Phytophthora bisheria
ITS-szekvenciák alapján a P. multivesiculatá-val áll legközelebbi rokonságban, és azzal együtt a P. botryosa, P. citrophthora, P. colocasiae, P. meadii, P. citricola, P. inflata, P. tropicalis és a P. capsici fajokkal alkot egy filogenetikai csoportot. Nevét E. Bish földieper-szakértő emlékére kapta. Rózsafélék gyökereiről izolálták: földieperről az USA-ban, rózsáról Hollandiában és málnáról Ausztráliában, minden esetben palánta-, illetve csemetekertek üvegházaiban, szabadföldi körülmények között eddig nem. Korábbi felfedezését gátolhatta, hogy igen lassú növekedése miatt az e gazdanövényeket szintén megtámadó más fitoftórafajok (pl. P. fragariae, P. cactorum) elnyomják.

#### Phytophthora quercetorum
Multilokuszos filogenetikai elemzés alapján a P. quercina, P. aracae, P. palmivora és a P. megakarya, valamint a P. alticola sp. nov. fajokhoz áll legközelebb. Különösen a tölgy hajszálgyökereit károsító P. querciná-val való rokonsága érdekes, hiszen mindkettő hasonló ökoszisztémában tenyészik. Az USA-ban izolálták tölgyerdei talajból, de nem találtak arra utaló jelet, hogy e fitoftóra jelenléte befolyásolná a fák fiziológiai állapotát, és esetleg leromlásukat okozná.

#### Phytophthora asparagi
Az izolátumok ITS-szekvenciái egyeznek a korábban franciaországi spárgáról és ausztráliai agávéról izolált Phytophthora sp. szekvenciáival, de nagyban különböznek a morfológiailag hasonló és P. megasperma-ként számon tartott fajkomplex törzseitől, amelyek némelyikét tévesen összefüggésbe hozták a spárga fitoftórás betegségével. Spárganövény (Asparagus officinalis) vízzel átitatott léziókat mutató gyökeréről és meghajló, töpörödött hajtáscsúcsáról izolálták az USA Michigan államában, 2004-ben.

#### Phytophthora persiana
Morfológiailag a faji szempontból rendezetlen P. cryptogeá-hoz és P. drechsleri-hez hasonlít olyannyira, hogy a típusizolátumot korábban P. cryptogea-ként azonosították, multigénes filogenetikai elemzés alapján azonban határozottan elkülönül az említett fajoktól. A típusizolátum Iránból (amire a fajnév: perzsiai is utal), fügéről (Ficus carica) származik. Később Iránban és az USA-ban pisztáciáról (Pistacia vera) izolálták; ezek tulajdonságai megegyeztek a két évtizeddel előbb, Görögországban, manduláról (Prunus dulcis) származó izolátumokéival.

#### Phytophthora pinifolia

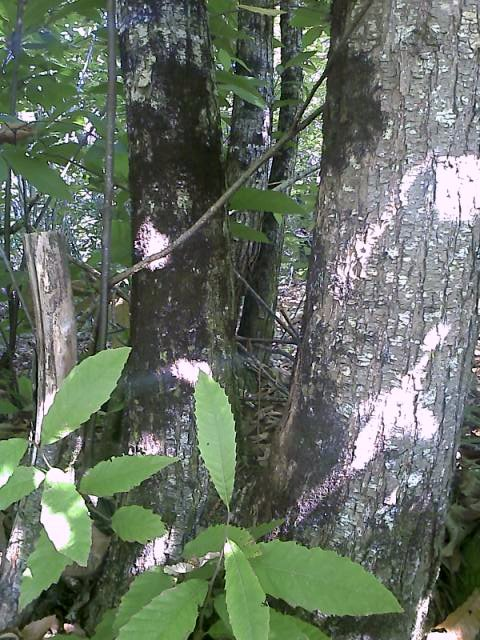
A tintabetegség tünete a szelídgesztenye törzsén

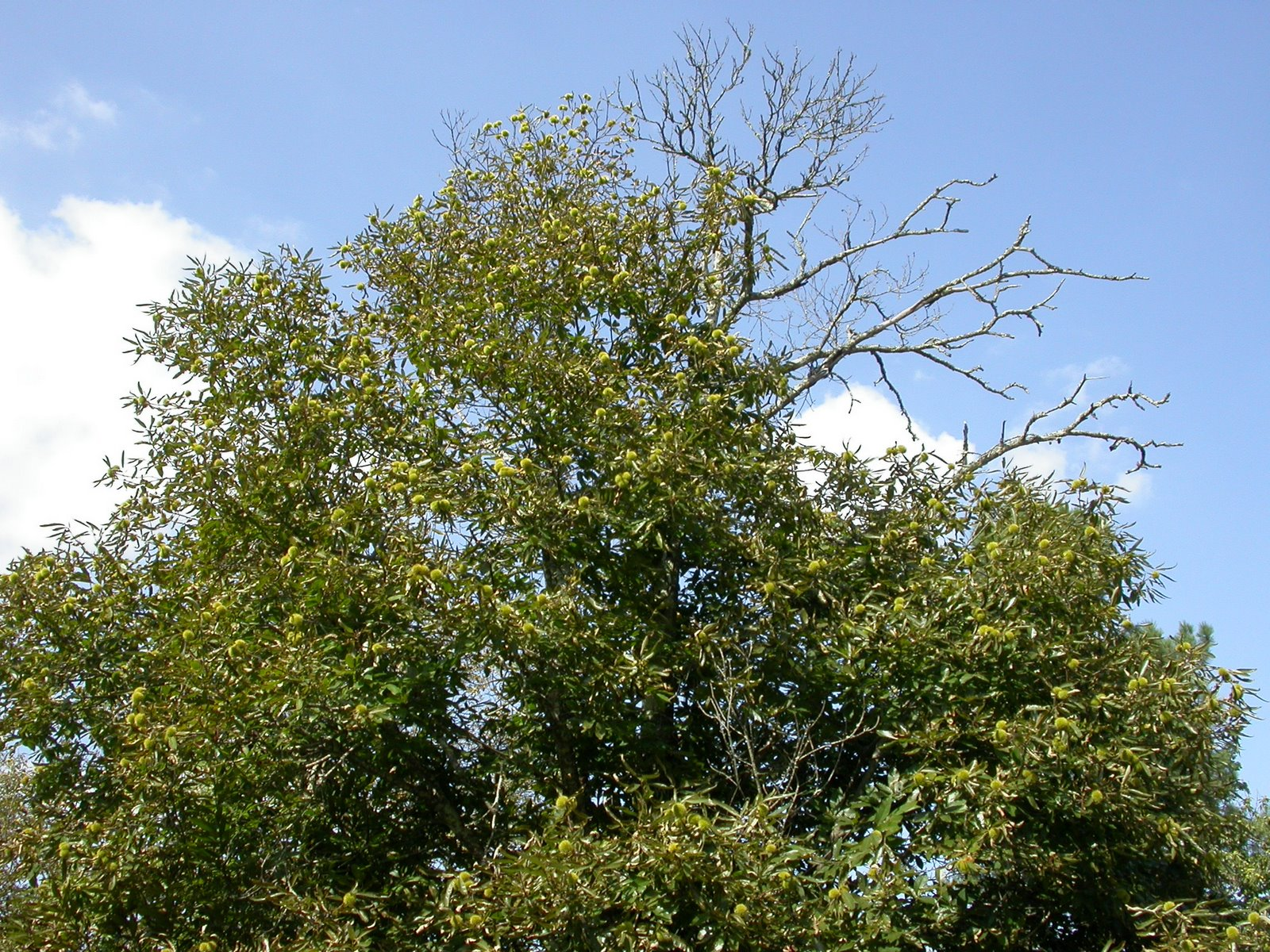
A tintabetegség tünete a szelídgesztenye lombozatában

ITS- és cox II-szekvenciák alapján e faj élesen elkülönül más fitoftóráktól, legközelebb a P. gonapodyides-hez és a P. megaspermá-hoz áll.
Monterey-fenyő (Pinus radiata) gyantafolyásos tűleveleiből izolálták Chilében, ahol az ilyen tünetekkel, majd a fiatal növények gyors pusztulásával is kísért betegség ("Daño Foliar del Pino") mindinkább elterjedőben van. Mesterséges fertőzés eredményeként a természeteshez hasonló tünetek jelentek meg.

#### Phytophthora gallica
Morfológiailag a P. gonapodyides-hez és a még faji azonosításra váró P(hytophthora) taxon ’salixsoil’-hoz (= füzes talaj) hasonlít, az ITS- és mtDNS-szekvenciák alapján viszont a P. kernoviae-val és a P. boehmeriae-vel mutat legnagyobb, ám mégis távoli hasonlóságot. Először Franciaországban, leromló Quercus robur- (kocsányostölgy-) állomány, majd Németországban tóparti nád (Phragmites australis) és fehér fűz (Salix alba) rizoszférájából izolálták. Patogenitási vizsgálatokban ezek az izolátumok mérsékelt agresszivitásúnak bizonyultak a tölgyön és a fűzfákon, a nádon azonban nem okoztak betegségtünetet.

#### Phytophthora cambivora
A szelídgesztenyefa pusztulását előidéző betegségek közül a legrégebben ismert a fitoftórás tintabetegség, bár kórokozóit csak a 20. század elején sikerült azonosítani. A gesztenye fitoftórás betegségének két fő kórokozója van, a Phytophthora cambivora és a Phytophthora cinnamomi; mindkettő hasonló tüneteket idéz elő.
A kórokozók közül Európában a Phytophthora cambivorá-t 1917 óta ismerik a gesztenye tintabetegségének okozójaként. A Phytophthora cinnamomi-t 1932-ben mutatták ki gesztenyén az Egyesült Államokban, és azóta terjedését az európai gesztenyetermesztő országok nagy részében is bizonyították. Az utóbbi kórokozó a gesztenyén kívül még számos más növényfajon is előfordul. A két kórokozó elkülönítése nehézkes lehet, mert parazita fejlődési szakaszukban nem mindig képeznek jellegzetes szaporítóképleteket.
A betegség a gesztenyefák gyökerén és gyökérnyaki részén, néha a föld felett 10–20 cm magasságig, a háncsot és a kambiumot úgynevezett nedves korhadással pusztítja, amely lángnyelvszerűen terjedhet fel a törzsre is. A háncs és a kambium lilásfeketére színeződik, vizenyőssé válik. A koronában a hajtások elhervadnak, majd az ágak elszáradnak, végül a fa elpusztulhat. A törzs alján gyakran sötét színű nedv szivárog (a betegség a "tintabetegség" elnevezést a gesztenyefából szivárgó, oxidálódó csersav fekete színe miatt kapta).
A tünetek főképpen kötött, nedves talajokon alakulnak ki. A tinta fekete csersavfolyás a betegségnek nem mindig jellegzetes tünete, mert a gesztenyefákon egyéb korhadások vagy mechanikai sérülések nyomán szivárgó nedv is fekete színűvé oxidálódhat, ugyanakkor a fitoftórás fertőzések egy részénél nem képződik csersavas váladék. A betegség általános tünete, hogy a fertőzött fákon a levelek sárgulnak, hullanak, a termés apró marad, és a makkok kényszeréretten hullanak a kupacsokból, amelyek gyakran rászáradnak a vesszőkre és télen is a fán maradnak. A betegség előrehaladott állapotában a gyökérpusztulás miatt a fák kiszáradnak. A betegség leginkább a fertőzött csemetékkel terjed, amelyeket a kórokozók a faiskolákban támadhatnak meg. A tünetek lassú kialakulása miatt a fertőzés sokáig észrevétlen maradhat.

## Pythium nemzetség
A Pythium nemzetségbe tartozó fajok elsősorban talajban élnek, de vízi környezetben is előfordulnak. Számos fajuk növénykórokozó, különösen a csíranövények palántadőlését okozzák.

### Pythium debaryanum
A Pythium debaryanum egyike azoknak a kórokozóknak, amelyek palántadőlést okoznak. A kórokozó gazdanövényköre széles, mivel a szervezet talajlakó és a fertőzési forrás is maga a talaj. A talajban oospórákkal és micéliummal marad fenn. A növényeket főleg szikleveles vagy fiatal palánta korban betegíti meg. A kórokozó számára kedvező környezeti feltétel a magas talajnedvesség, a levegőtlen, tömörödött, esetleg savanyú talaj.
A fertőzés jellegzetes tünete, amikor a palánta gyökérnyaki része vizenyőssé, üvegessé válik, befűződik, majd elbarnul. A palánta elveszti tartását és eldől.

### További fajok a Pythium nemzetségből
P. acanthicum, P. aphanidermatum, P. aristosporum, P. buismaniae, P. deliense, P. dissotocum, P. graminicola, P. heterothallicum, P. hypogynum, P. insidiosum, P. irregulare, P. iwayamae, P. mastophorum, P. megalacanthum, P. middletonii, P. myriotylum, P. okanoganense, P. oligandrum, P. paddicum, P. paroecandrum, P. perniciosum, P. rostratum, P. scleroteichum, P. spinosum, P. splendens, P. sulcatum, P. sylvaticum, P. tracheiphilum, P. ultimum, P. vexans, P. violae, P. volutum.

## Peronosporaceae (Peronoszpórafélék családja)

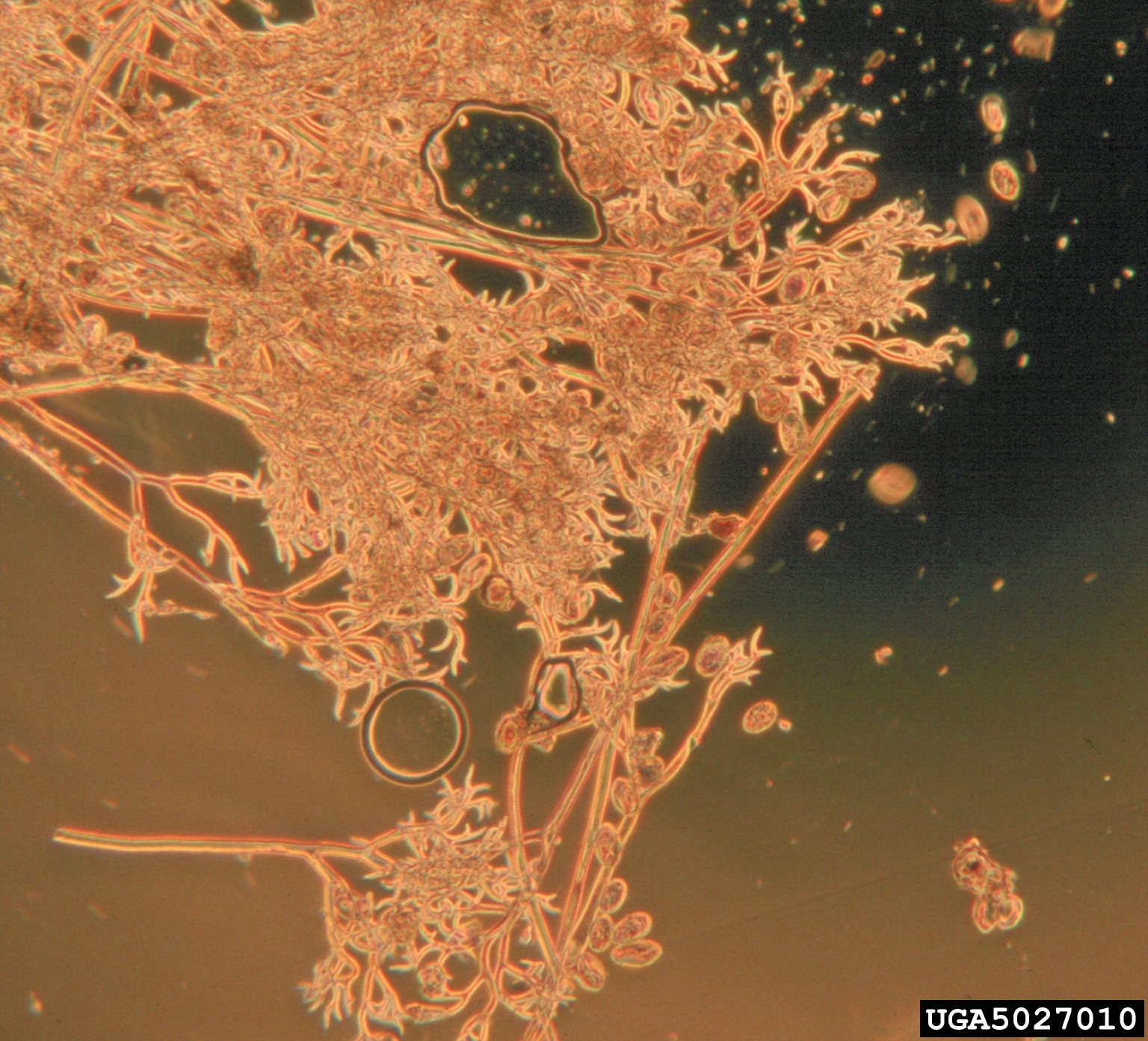
A Peronospora potentillae ivartalan szaporítóképletei (konídiumtartók konídiumokkal)

Ez a család tartalmazza a valódi peronoszpórákat, amelyek obligát növényi paraziták.
A fertőzött leveleken eleinte rendszerint világos, áttetsző vagy sárgás foltok láthatók ("olajfoltok"), amelyek fokozatosan megbarnulnak, majd elszáradnak. A micéliumok a gazdanövény belsejében, a sejtközötti járatokban fejlődnek, és a sejtekbe szívó hifákat (hausztóriumokat) bocsátanak. A levél felszínére (jellemzően a fonákra) a légzőnyílásokon át konídiumtartókat fejlesztenek, amelyeken szaporítósejtek (konídiumok vagy sporangiumok) keletkeznek. Ezek a szaporítóképletek a tartókról lefűződnek és vagy rajzóspórákat hoznak létre (pl. Plasmopara), vagy közvetlenül csíratömlővel csíráznak (pl. Peronospora, Bremia). Ezek az ivartalan szaporodási alakok biztosítják a gyors terjedést a vegetációs időszakban. Az ivarszervek (oogónium és anterídium) a gazdanövény belsejében keletkeznek, és az ivarsejtek egyesülése után létrejön a vastag falú oospóra, amelynek az áttelelésben van szerepe.
A peronoszpórafélék életciklusa az ivaros úton keletkezett oospórával kezdődik. Ez a fajtól függően rövidebb-hosszabb ideig a talajban vagy növénymaradványokban elfekvő kitartó spóra. Kedvező körülmények között (nedvesség, hőmérséklet) csírázik, és sporangiumot vagy közvetlenül csíratömlőt fejleszt. Az előbbi a rajzóspórás fajokra (Plasmopara, Pseudoperonospora), az utóbbi a mozgó spóraalak nélküli fajokra (Bremia, Peronospora, Hyaloperonospora) jellemző. A zoospórák élettartama rövid. Az oospórák túlélési ideje fajtól függően változó: rövidebb életűek például a borsó peronoszpóra (Peronospora viciae f.sp. pisi) oospórái, míg hosszabb ideig életképesek a napraforgó peronoszpóra (Plasmopara halstedii) kitartó spórái (akár 6-8 évig is). A növénybe történő behatolás történhet közvetlenül a kutikulán át vagy természetes nyílásokon (pl. sztómákon) keresztül. A peronoszpórafélék egy része erősen gazdaspecifikus (fajspecializáció), míg mások több növénynemzetség, sőt család számos faját is parazitálják. A kórokozók életciklusa erősen kötődik a vízhez, járványos terjedésük csak nedves, csapadékos időjárás esetén lehetséges.
A peronoszpórafélék kártételének lényege az, hogy intercelluláris micéliumukkal behálózzák a zöld szöveteket (főleg leveleket), és hausztóriumaikkal kiszívják a gazdanövény sejtjeiből a tápanyagot, ami a szövetek elhalásához, a fotoszintézis csökkenéséhez és termésveszteséghez vezet.

### Plasmopara nemzetség

#### Plasmopara halstedii (napraforgó peronoszpórája)
A napraforgó peronoszpóra termesztett és vadon növő napraforgókon fordul elő.
A peronoszpóra a napraforgó egyik legveszélyesebb betegsége. Az 1970-es években az akkor még teljesen fogékony fajtákon súlyos, 30–60%-os vagy akár teljes állománypusztulást okozott. Ennek oka, hogy a kórokozó által fiatal korban megfertőzött növények szisztemikusan (az egész növényre kiterjedően) megbetegednek, nem gyógyíthatók, és termést sem hoznak.
A fiatal növényeken megfigyelhető tipikus tünetek közé tartozik a törpenövés és a levelek sárgulása (klorózis), gyakran a levélerek mentén. Magas páratartalom esetén a levelek fonákán (néha a színén is) fehér, vattaszerű penészgyep (sporangiumtartók és sporangiumok) jelenik meg. Sok fiatal csemete elpusztul. A fertőzést túlélő növények satnyák maradnak, tányérjuk kicsi, mereven felfelé álló, és kevés vagy egyáltalán nem tartalmaznak magot. Ha a fertőzés a kelés után több héttel éri a növényt, a tünetek később, a 4-8 leveles állapotban jelentkezhetnek. Későbbi fertőzés esetén előfordulhat, hogy csak helyi, ún. szekunder tünetek (levélfoltok) alakulnak ki, vagy a növény tünetmentes marad, de gyökere megvastagodhat, és a kórokozó oospórákkal fennmarad a talajban. Ezek a növények érzékenyebbek a szárazságra és hajlamosabbak a megdőlésre.
A P. halstedii ivaros folyamata során vastag falú kitartó oospórák képződnek a beteg növények gyökér- és szárszöveteiben. Ezek a talajba kerülve évekig megőrzik élet- és fertőzőképességüket. Az ugyanoda vetett fogékony napraforgófajták gyökérváladékának hatására – megfelelő talajnedvesség esetén – az oospórák kicsíráznak, és a fejlődő sporangiumból kiszabaduló rajzóspórák indítják el a primer (szisztemikus) fertőzést a gyökéren keresztül.

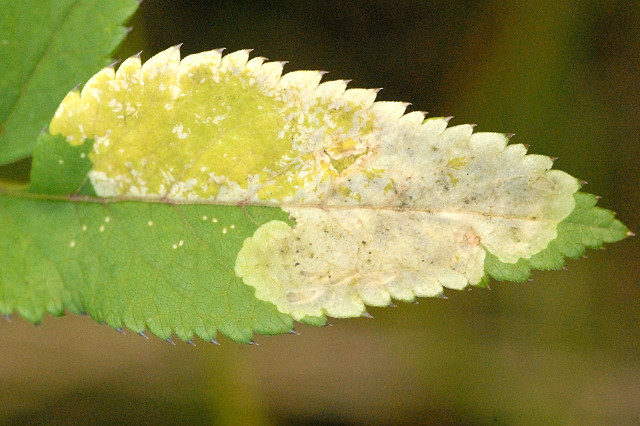
Plasmopara nivea ernyősvirágzatúakon

#### Plasmopara nivea
Ernyősvirágzatúak (Apiaceae) peronoszpórája.

#### Plasmopara obducens
Nebáncsvirág (Impatiens) peronoszpórája.

#### Plasmopara pygmaea
Boglárkafélék (Ranunculaceae) peronoszpórája.

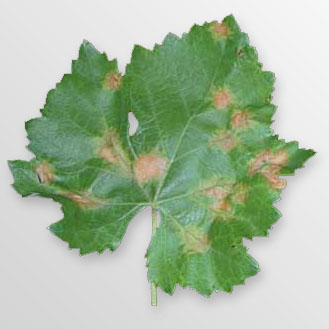
Plasmopara viticola sporangiumtartói

#### Plasmopara viticola (szőlőperonoszpóra)
A betegséget először 1834-ben Észak-Amerikában írták le. Európában először 1878-ban Franciaországban észlelték. Magyarországon 1880-ban jelent meg először (Meggyesen, Pozsony mellett), majd gyorsan elterjedt. Már 1890-92 között olyan súlyos járványt okozott, hogy a bortermelés jelentősen visszaesett. Világszerte és Magyarországon is a szőlő egyik legveszélyesebb kórokozója. Károsítása nyomán súlyos lombveszteség és akár 80-100%-os fürtkár is kialakulhat, ezért a peronoszpóra elleni rendszeres védekezés nélkül minőségi szőlőtermesztés nem folytatható. 
A szőlőlevélen kezdetben sárgászöld, olajszerű, áttetsző foltok jelennek meg. Később ezek megbarnulnak és elszáradnak. A levelek fonákán, nedves időben, a foltok területén fehér, bársonyos penészgyep (konídiumtartók és konídiumok tömege) fejlődik a gázcserenyílásokon keresztül. A konídiumtartók jellegzetesen derékszögben elágaznak, végükön 2-3 sterigmán fejlődnek a citrom alakú konídiumok (sporangiumok). A kórokozó a fürtöket is megtámadhatja: a virágzat vagy a fiatal bogyók fertőződése esetén a fürt elszárad ("szürkésrothadás"); későbbi bogyófertőzés esetén a bogyók megbarnulnak, összezsugorodnak ("bőrbogyójúság").
A kórokozó hőmérsékleti optimuma 20-25 °C körül van. A primer (oospórás) fertőzés feltétele általában a tartósan 10 °C feletti középhőmérséklet és legalább 10 mm csapadék 1-2 napon belül. A vegetáció során a szekunder (zoospórás) fertőzéshez már kevesebb csapadék (akár néhány mm) és néhány órás levélnedvesség is elegendő.
Védekezés: A védekezést általában megelőző jelleggel, a fertőzésveszélyes időszakokban kell végezni. Az első kezelés időpontja a fertőzési veszélytől és a hajtásnövekedéstől függ (általában 4-6 leveles állapottól). Kritikus időszak a virágzás előtti, alatti és utáni periódus, valamint a fürtzáródásig tartó időszak. Csapadékos időjárás esetén sűrűbb (pl. 7-10 napos), szárazabb időben ritkább (pl. 10-14 napos) permetezési forduló szükséges. A késői, augusztusi kezelések célja a lombvédelem és az áttelelő oospórák képződésének csökkentése.

### Peronospora nemzetség
A nemzetség tagjaira jellemző a fatermetű, dichotómikusan (villásan) elágazó konídiumtartó, amelynek végső elágazásai hegyesek, és rajtuk egyesével ülnek a konídiumok, amelyek közvetlenül csíratömlővel csíráznak (nem képeznek zoospórákat).

#### Peronospora aestivalis
Lucerna peronoszpórája.

#### Peronospora alta
Útifűfélék (Plantaginaceae) peronoszpórája.

#### Peronospora anemones
Szellőrózsa (Anemone) fajok peronoszpórája.

#### Peronospora antirrhini
Oroszlánszáj (Antirrhinum) peronoszpórája.

#### Peronospora arborescens (a mák peronoszpórája)
A levél színén világos, sárguló foltok képződnek, eközben a levél fonákján szürkésfehér-lilás penészgyep (konídiumtartók és konídiumok) virágzik ki. A fertőzött szárak elgörbülhetnek, a virág, illetve a termés fejlődése leállhat vagy torzulhat. A fertőzést a következő évre a fertőzött mag és a növényi maradványokban áttelelő oospórák vihetik át. A fertőzés terjedésének csökkentésére a tarlómaradványok megsemmisítése és a vetésforgó betartása javasolt.

#### Peronospora brassicae
Ez a fajnév korábban a káposztafélék peronoszpórájára utalt, de ma már a Hyaloperonospora brassicae név használatos erre a kórokozóra. Lásd alább.

#### Peronospora conglomerata
Boglárkafélék (pl. Geranium) peronoszpórája.

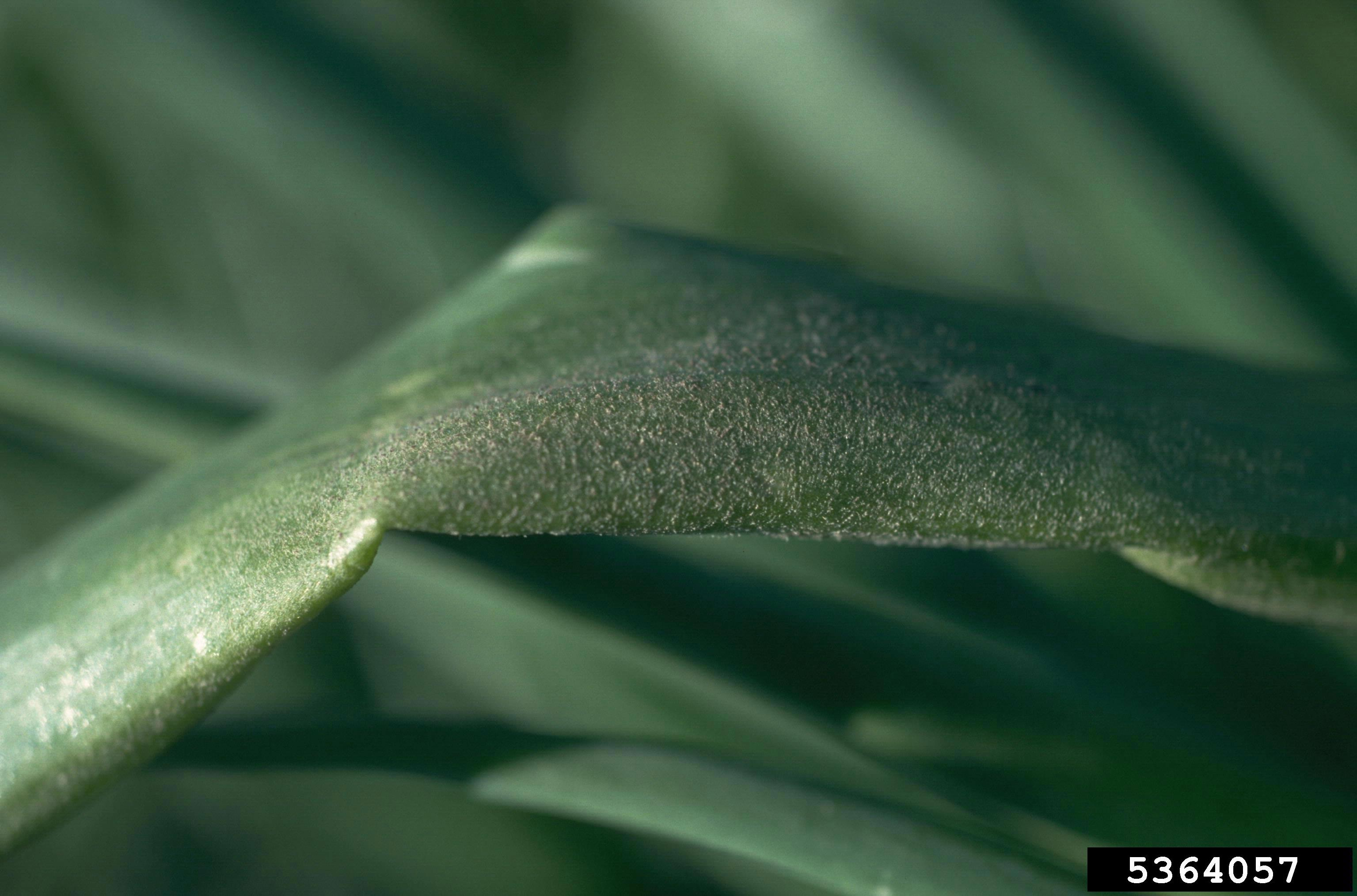
Peronospora destructor

#### Peronospora destructor (hagyma peronoszpórája)
A hagyma levelein vagy a magszáron kifakult, sárgászöld vagy szürkészöld, ovális foltok jelennek meg, melyeken később, párás időben, a gomba spóratartóinak szürkéslila vagy kékeslila penészbevonata fejlődik. A beteg levelek elhervadnak, majd elszáradnak. Párás, hűvös vagy mérsékelten meleg időben a betegség járványszerűen terjedhet, és pár nap alatt egész hagymatáblák lombja elpusztulhat, míg száraz, meleg időben a terjedés leáll. A betegség áttelelhet fertőzött dughagymában micéliummal, vagy a talajban oospórákkal. A további fertőzés és terjedés megakadályozására a fertőzött tövek korai eltávolítása, fungicidek alkalmazása, illetve vetésforgó betartása szükséges.

#### Peronospora dianthi
Szegfű (Dianthus) fajok peronoszpórája.

#### Peronospora dianthicola
Szegfű (Dianthus) fajok peronoszpórája.

#### Peronospora farinosa
Ez egy gyűjtőfaj volt, ma már több fajra bontották. Lásd pl. P. farinosa f.sp. betae.

#### Peronospora farinosa f.sp. betae (répa peronoszpórája)
Hűvös, csapadékos tavaszon jelentős mértékű fertőzéseket és súlyos veszteségeket okozhat a répa peronoszpórája. Az első tünetek májusban, júniusban a fiatal, középső, ún. szívleveleken jelennek meg. A beteg levél szövetei előbb sárgulnak (zsírfoltszerű elváltozásokat mutatnak), majd megvastagodnak, később fodrosodnak, összezsugorodnak, és a fonákuk felé besodródnak. A levélnyél rövid marad. A levelek 8-10 nap alatt elszáradhatnak. A fertőzött magrépa szára elszáradhat, a növény nem hoz termést. Nedves, hűvös időben a levelek fonákán szürkés-ibolyás színű penészbevonat (a kórokozó sporulációja) jelenik meg. Meleg, száraz időben a betegség terjedése leáll.
A kórokozó a répafejben, a levélkezdeményekben, a répagomolyban oospórával vagy micéliummal telelhet át. Az oospóra a talajban évekig életképes maradhat. Hűvös tavasszal tömegesen fertőzhet. A beteg leveleken konídiumok képződnek, melyek a szél útján terjednek. Szaporodását a hűvös, párás időjárás és a fogékony fajták termesztése elősegíti.

#### Peronospora hyoscyami f.sp. tabacina (dohányperonoszpóra)

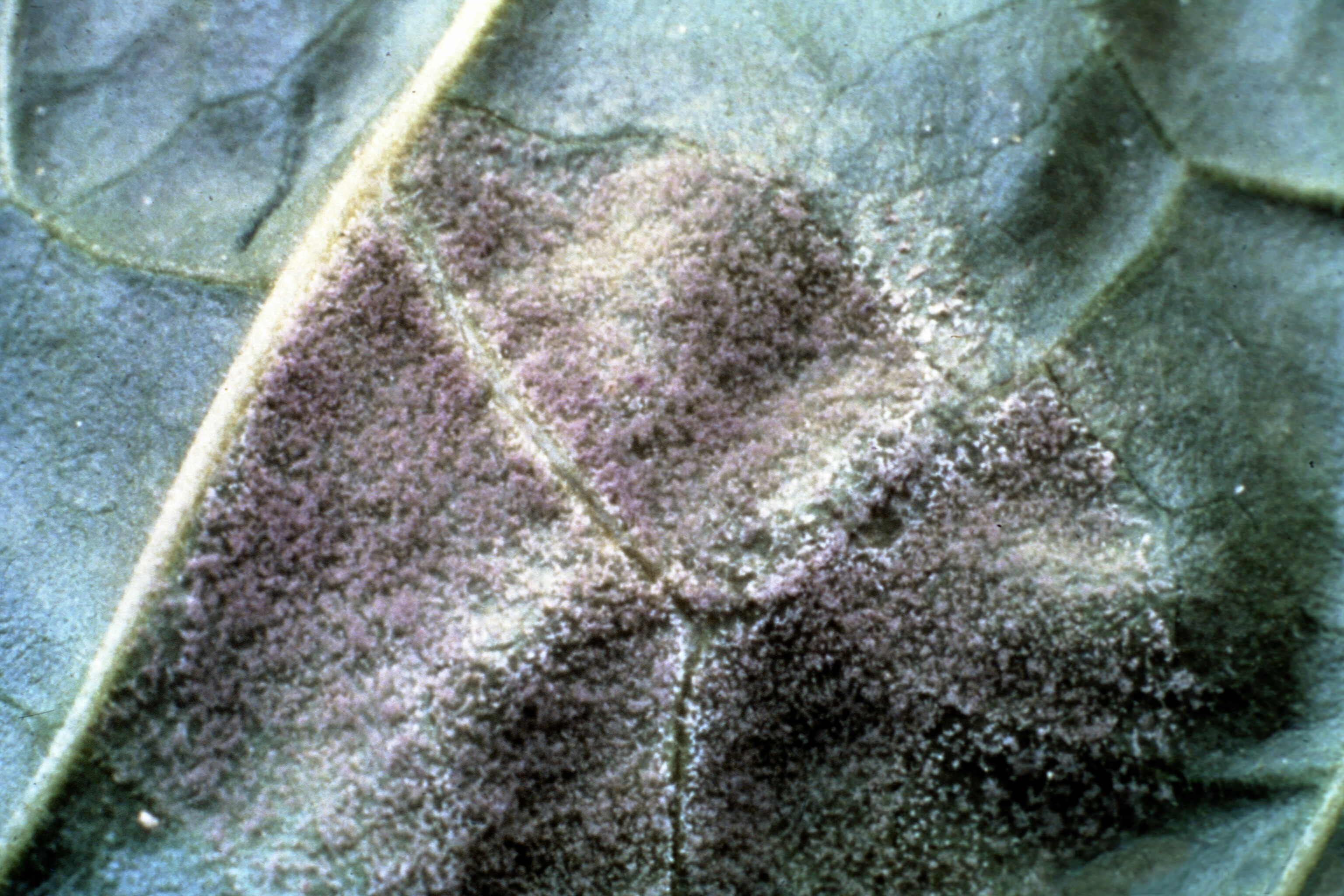
Peronospora tabacina

A dohány peronoszpórája. A gomba először 1960-ban lépett fel járványszerűen Magyarországon. 
A peronoszpóra a vegetáció bármely szakaszában felléphet. A palántaágyi fertőzés már 3-4 hetes korban jelentkezhet. A beteg növények levelén sárga, olajszerű foltok láthatóak, amelyek később összefolynak és elhalnak. A levél fonákán, párás időben, szürkéskék penészgyep (a gomba konídiumtartói és konídiumai) jelenik meg.
Szántóföldön az alsó leveleken jelennek meg először a tünetek. Kezdetben világoszöld színű, olajos foltok látszanak, amelyek később sárgulnak, szegélyük sötétbarna lehet, majd a folt közepe beszárad. Nedves, csapadékos idő esetén a levél fonákán megjelenik a szürkéskék penészgyep. Erős fertőzés esetén az egész levél elpusztulhat.

#### Peronospora lamii
Árvacsalán (Lamium) fajok peronoszpórája.

#### Peronospora manshurica (szójaperonoszpóra)
Az egyik legelterjedtebb szójabetegség. Magyarországon 1958 óta ismert. Fellépése esetén 6-8%-os termésveszteség alakulhat ki. Az alsó leveleken apró, szegletes, mozaikszerű, citromsárga foltok jelennek meg, a fonákon szürkéslila penészgyep alakul ki párás időben. A hüvelyek fertőződése következtében a magok is megbetegedhetnek (fehér, kérges bevonat). A fertőzött magból kikelő csíranövény törpülhet, sápadt színű és márványozott lehet, és a fonákon erőteljes sporuláció indulhat meg.

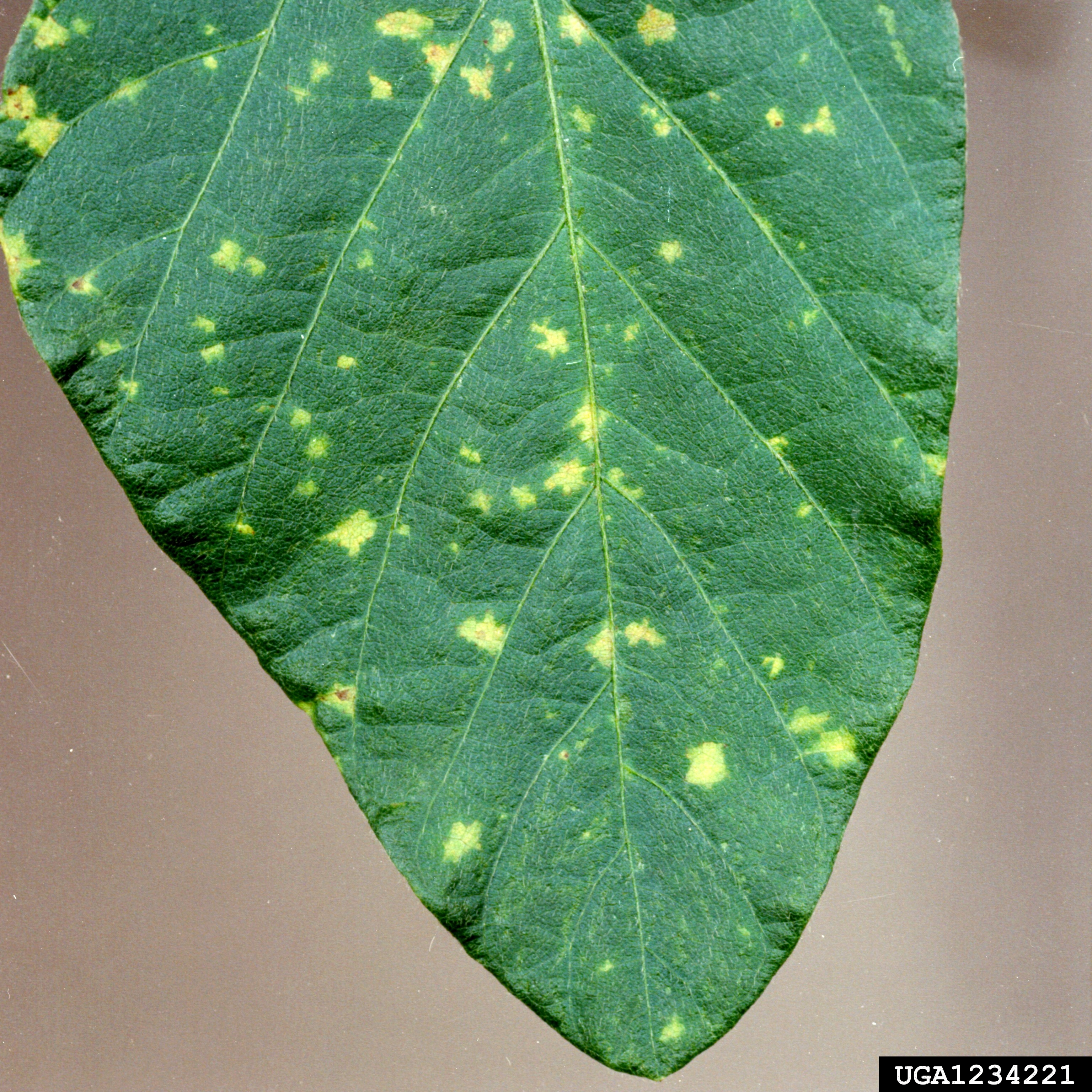
Peronospora manshurica

#### Peronospora parasitica
Ez a név korábban a keresztesvirágúak (káposztafélék) peronoszpórájára utalt, de ma már a Hyaloperonospora parasitica komplexbe tartozó fajok (pl. H. brassicae) neve használatos.

#### Peronospora potentillae
Pimpó (Potentilla) fajok peronoszpórája.

#### Peronospora sparsa (rózsaperonoszpóra)

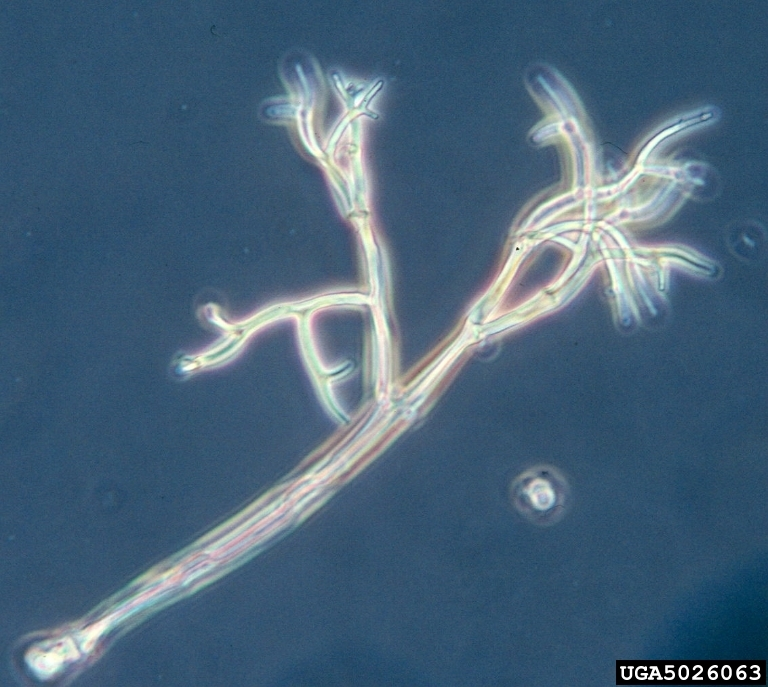
Peronospora sparsa

Rózsa és málna peronoszpórája. A leveleken lilásvörös vagy sötétbarna, szabálytalan foltok jelennek meg, a fonákon gyér, szürkés penészgyep képződhet. A levelek sárgulnak, lehullanak.

#### Peronospora trifoliorum
Here (Trifolium) fajok peronoszpórája.

#### Peronospora valerianellae
Galambbegysaláta (Valerianella locusta) peronoszpórája.

#### Peronospora viciae f. sp. pisi – syn: Peronospora pisi (borsóperonoszpóra)
A borsó levelein szürkészöld vagy sárgás foltok jelennek meg, amelyek összeolvadhatnak, a levelek emiatt összezsugorodva elszáradhatnak. A fonákon szürkéslila penészgyep fejlődik. A fertőzés átterjedhet a szárra, a kacsokra és a hüvelyre is. A fertőzött hüvelyeken belül a magvak aprók maradhatnak, elszíneződhetnek, a hüvely belső falán micéliumbevonat lehet. A kórokozó a maghéj alatt micéliummal, vagy a fertőzött növényi maradványokon és a talajban oospórával telel át. Csapadékos, hűvös tavasz és nyárelő kedvez a fertőzésnek.

#### Peronospora violae (árvácskaperonoszpóra)
A fertőzés meglétére utaló tünetek a növekedési zavart mutató levelek, amelyeken szétszórt sárgás elszíneződések láthatók, valamint a fonákon megjelenő szürkéslila vagy fehéres spóratartó gyep.

### Hyaloperonospora nemzetség
Korábban a Peronospora nemzetségbe sorolt fajok, amelyeket a színtelen konídiumok és a jellegzetes, lapított csúcsú, ujjszerű elágazásokban végződő konídiumtartók alapján különítettek el.

#### Hyaloperonospora brassicae (káposztafélék peronoszpórája)
Gazdanövény: káposzta, karfiol, brokkoli, retek, repce stb.
A kórokozó a legnagyobb károkat a palántanevelés során okozhatja, gyakran már a szikleveles palántákat fertőzi. A leveleken nem élesen határolt, sárguló foltok jelentkeznek, amelyek fonáki részét párás időben gyér, fehér (szürkésfehér) konídiumtartó gyep borítja.

#### Hyaloperonospora parasitica
Széles gazdanövénykörű fajkomplex, amely számos keresztesvirágú növényt fertőz.

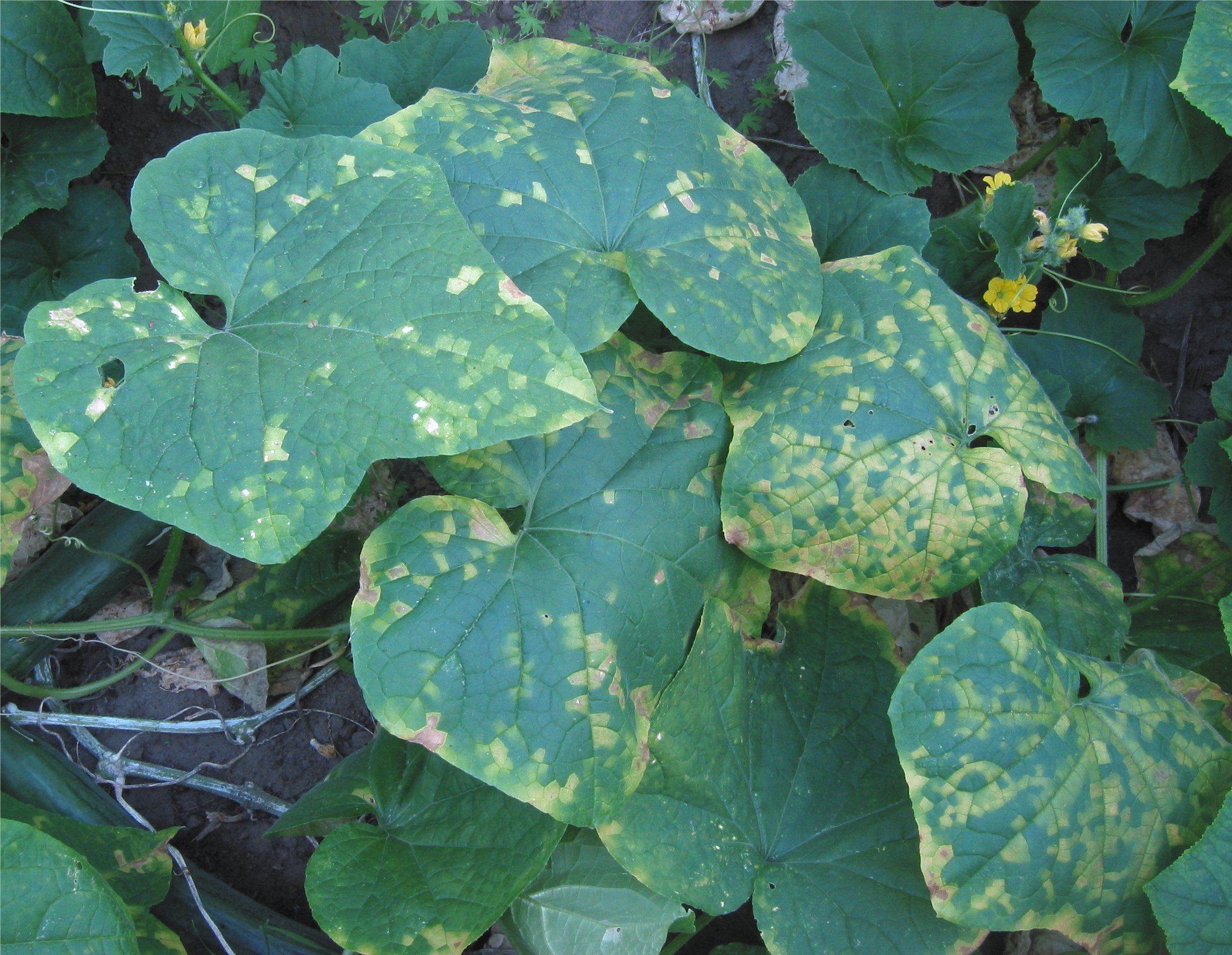
A Pseudoperonospora cubensis fertőzésének tünete uborkán

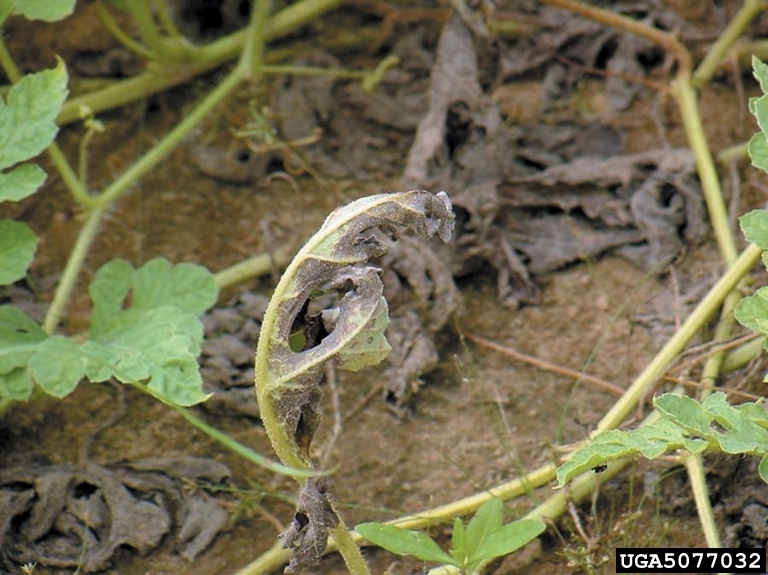
Pseudoperonospora cubensis fertőzésének tünete görögdinnyén

### Pseudoperonospora nemzetség
A konídiumtartók a Plasmoparához hasonlóan elágazók, de a konídiumok (sporangiumok) egyesével fűződnek le a sterigmákról.

#### Pseudoperonospora cannabina
Kender peronoszpórája.

#### Pseudoperonospora cubensis (kabakosok peronoszpórája)
Gazdanövény: görögdinnye, sárgadinnye, patisszon, uborka, tökfélék (pl. sütőtök).
A Pseudoperonospora cubensis csak a leveleket támadja meg. A leveleken kezdetben halványzöld, majd sárguló, gyakran az erek által határolt, szegletes foltok jelennek meg. A foltok később összeolvadnak, a levél elszárad, megbarnul. A levél fonákján, párás időben, szürkés vagy lilás színű penészgyep (sporangiumtartók és sporangiumok) fejlődik. A sporangiumokból zoospórák szabadulnak ki.

#### Pseudoperonospora humuli

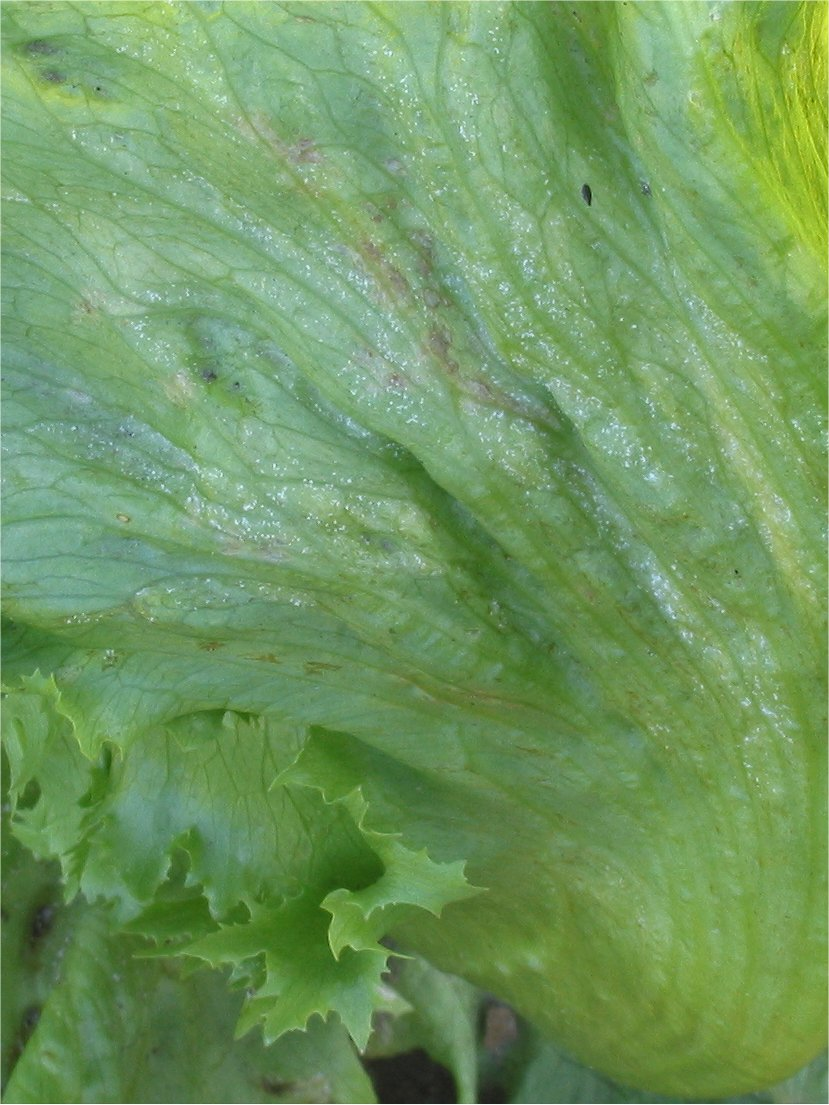
A saláta peronoszpóra tünete

Komló peronoszpórája.

### Bremia nemzetség

#### Bremia lactucae (salátaperonoszpóra)
Gazdanövény: saláta, endívia, articsóka és más fészkesvirágzatúak.
A konídiumtartó egyszerű törzsből többszörösen villásan elágazik, az utolsó rendű elágazások csúcsa homorú, csészeszerű fejecskévé (apofízis) szélesedik ki. Ezen általában négy sterigma ül, rajtuk tojás alakú konídiumok fejlődnek, amelyek közvetlenül csíratömlővel csíráznak. A leveleken sárguló, erek által határolt foltok jelennek meg, a fonákon fehér penészgyep képződik.

## A peronoszpórafélék ellen hatásos fungicidek (hatóanyagok)
- Kontakt hatású fungicidek: mankoceb, propineb, metirám, rézvegyületek (réz-szulfát [bordói lé], réz-oxiklorid, réz-hidroxid), kaptán, folpet, ditianon.
- Szisztemikus (felszívódó) és mélyhatású (transzlamináris) fungicidek: metalaxil és metalaxil-M (önmagukban vagy kombinációban), benalaxil (kombinációban), foszetil-Al (fosetil-alumínium), dimetomorf (kombinációban), cimoxanil (kombinációban), fluazinam, propamokarb, fenamidon, iprovalikarb, mandipropamid, cianozafamid, ametoktradin, valifenalát, oxatiapiprolin, strobilurinok (krezoxim-metil, azoxistrobin, piraklostrobin, trifloxistrobin - bár rezisztencia kialakulása miatt gyakran kombinációban).

## Albuginaceae (Hólyagpenészfélék családja)

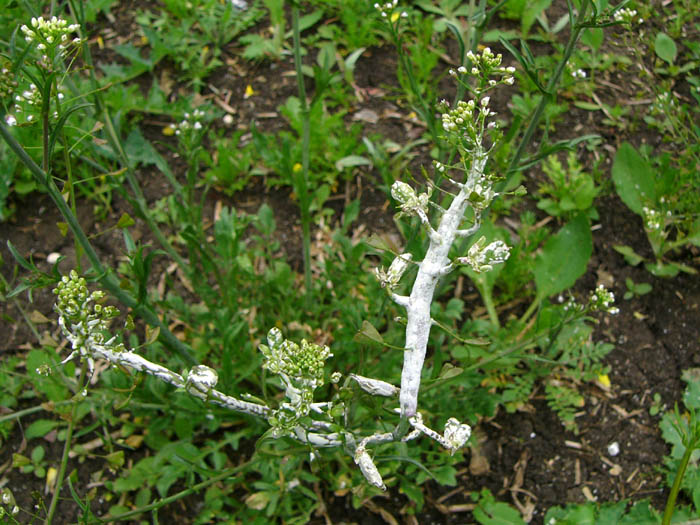
Az Albugo candida okozta fehér sömör a pásztortáskán

Obligát paraziták, amelyek a gazdanövényeken jellegzetes fehér, hólyagszerű kiemelkedéseket (pustulákat), ún. fehér sömört okoznak.

### Albugo candida
A fehér sömör néven ismert torzulás előidézője a pásztortáska és egyéb keresztesvirágú (Brassicaceae) fajokon. A gazdanövény epidermisze alatt láncokban képződnek a sporangiumok (konídiumok). Éréskor a felhalmozódó sporangiumok felrepesztik az epidermiszt, és fehér, porszerű tömegként szabadulnak ki. Ez a képződmény a szórusz. A sporangiumok rövid összekötő sejtekkel (diszjunktorokkal) kapcsolódnak egymáshoz a láncban, amelyek később elnyálkásodva segítik a sporangiumok szétválását. A sporangiumok a külső körülményektől függően zoospórákat vagy csíratömlőt fejlesztenek. A vegetatív micélium a gazdanövény szöveteiben, a sejtközötti járatokban terjed, és gömbölyded hausztóriumokat bocsát a sejtekbe.

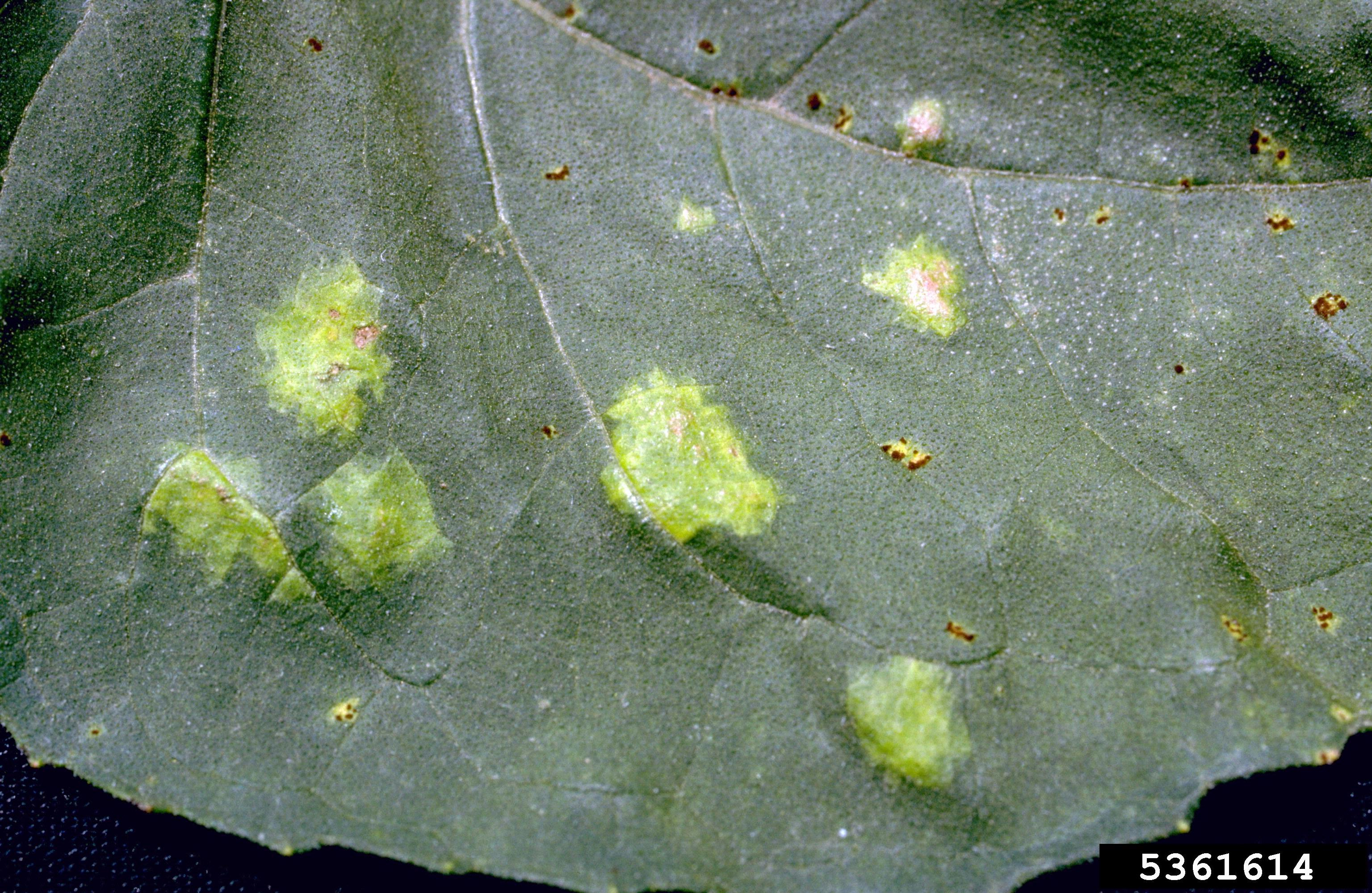
Fehér sömör a napraforgó levelén (Pustula tragopogonis)

### Albugo bliti
Disznóparéj-félék (Amaranthaceae) fehér sömör betegségét okozó faj.

### Albugo ipomoeae-panduratae
Szulákfélék (Convolvulaceae) fehér sömör betegségét okozó faj.

### Albugo occidentalis
A spenót fehér sömör betegségét okozó faj.

### Pustula tragopogonis (syn. Albugo tragopogonis)
A fészkesvirágzatúak (Asteraceae), köztük a napraforgó fehér sömör betegségét okozó faj.

## Képek

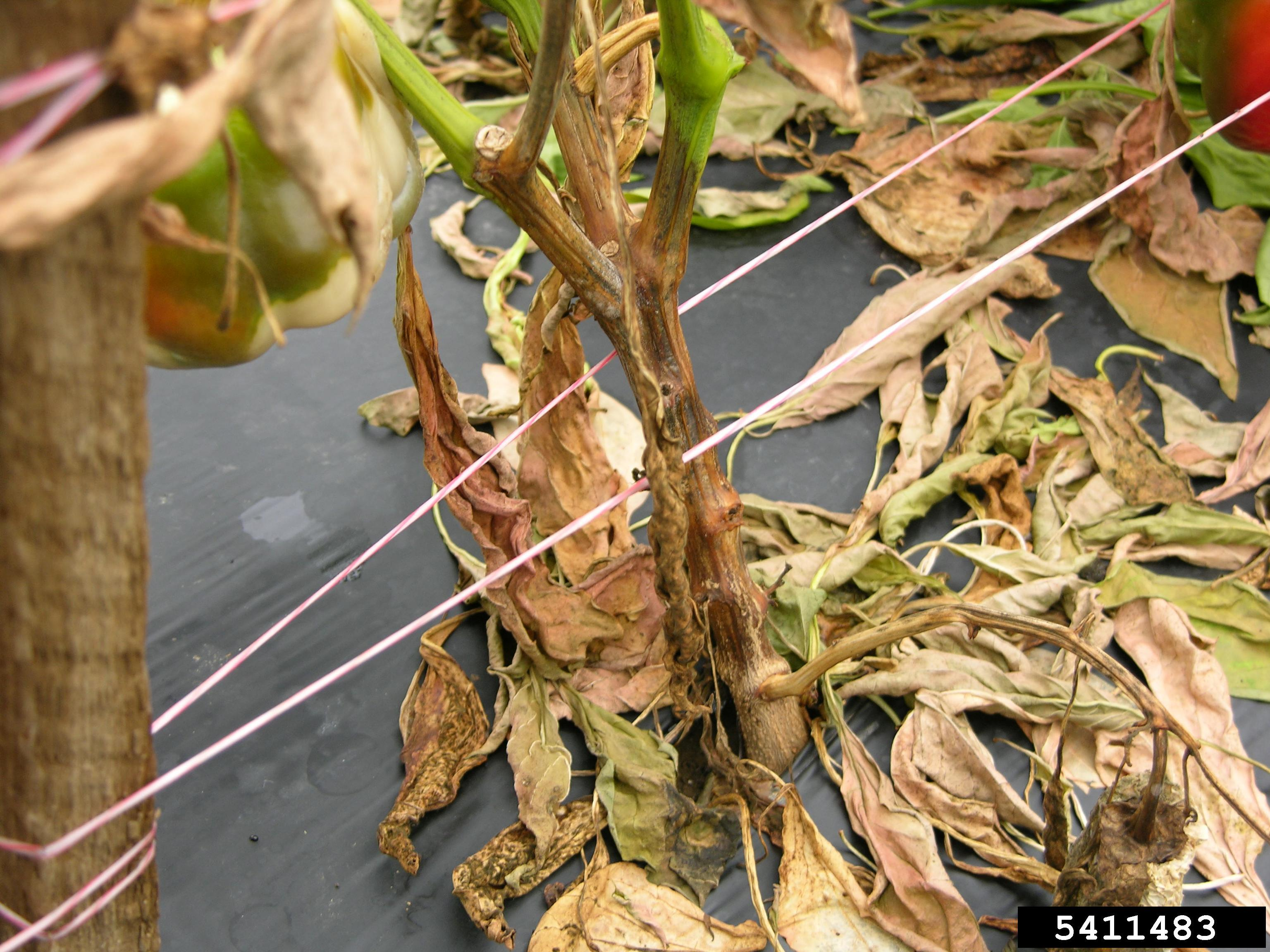
Phytophthora capsici paprikán
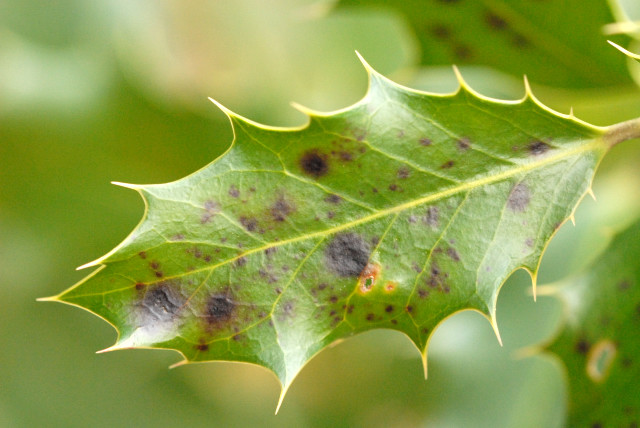
Phytophthora ilicis magyalon
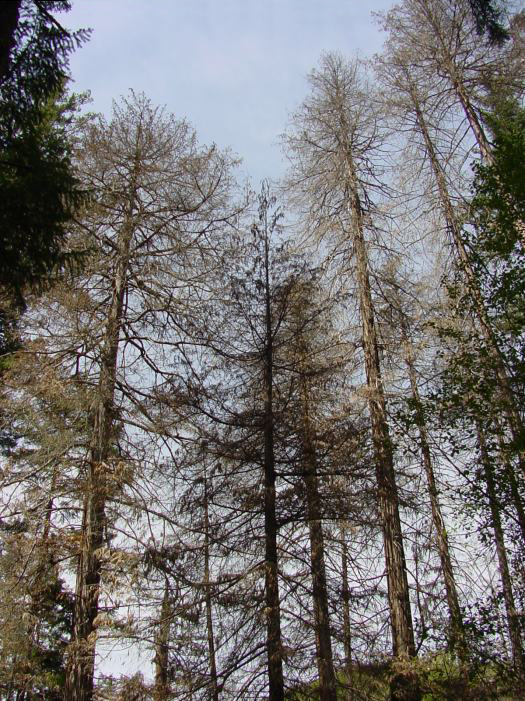
Phytophthora lateralis hamiscipruson
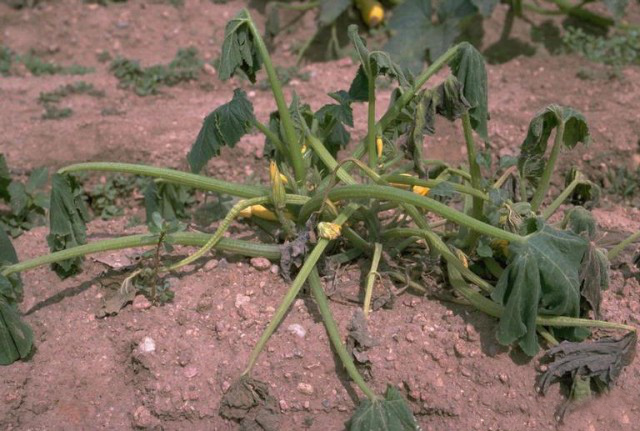
Phytophthora rothadás sütőtökön
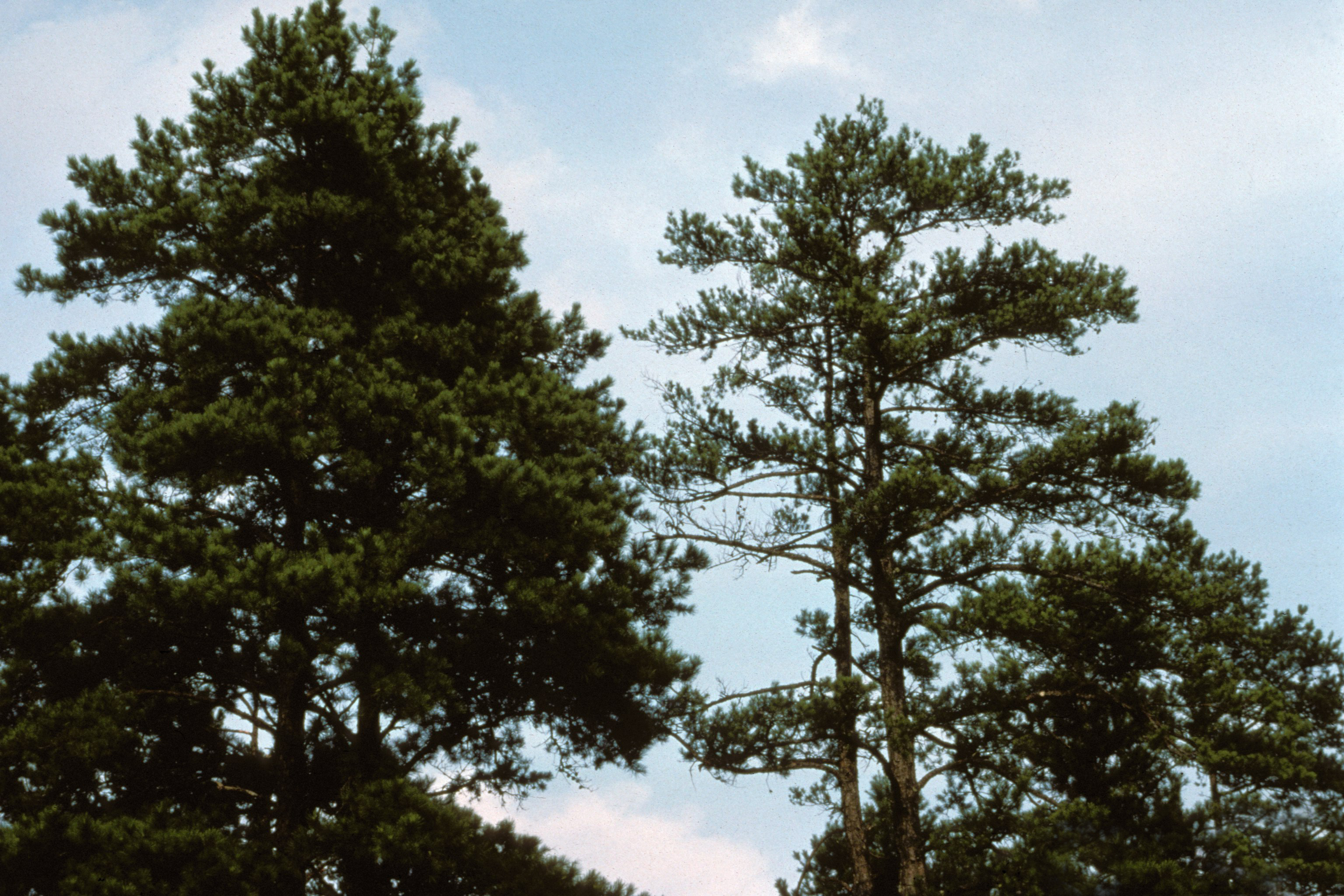
Phytophthora cinnamomi okozta betegség (littleleaf disease) fenyőn
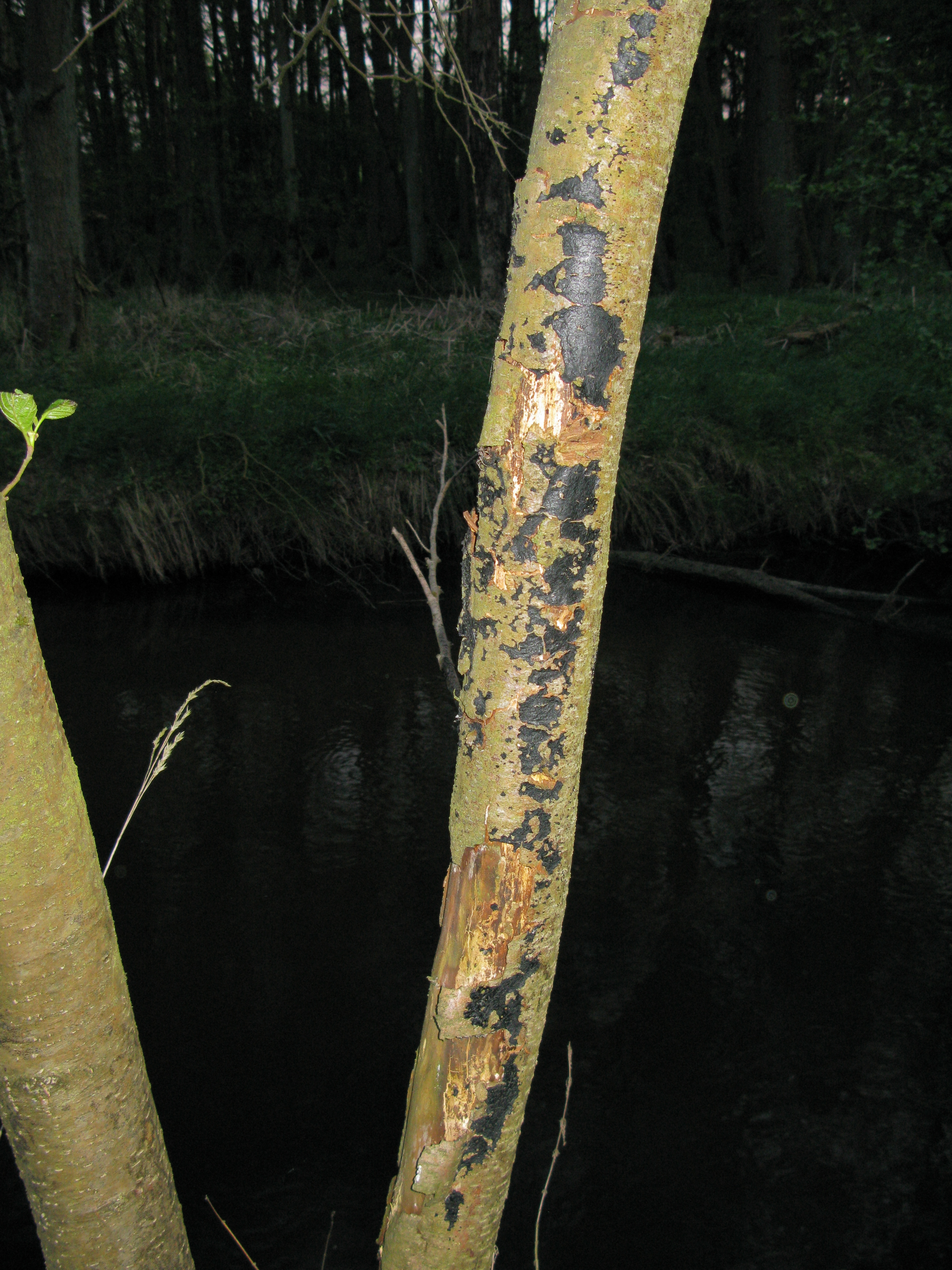
Phytophthora alni égeren
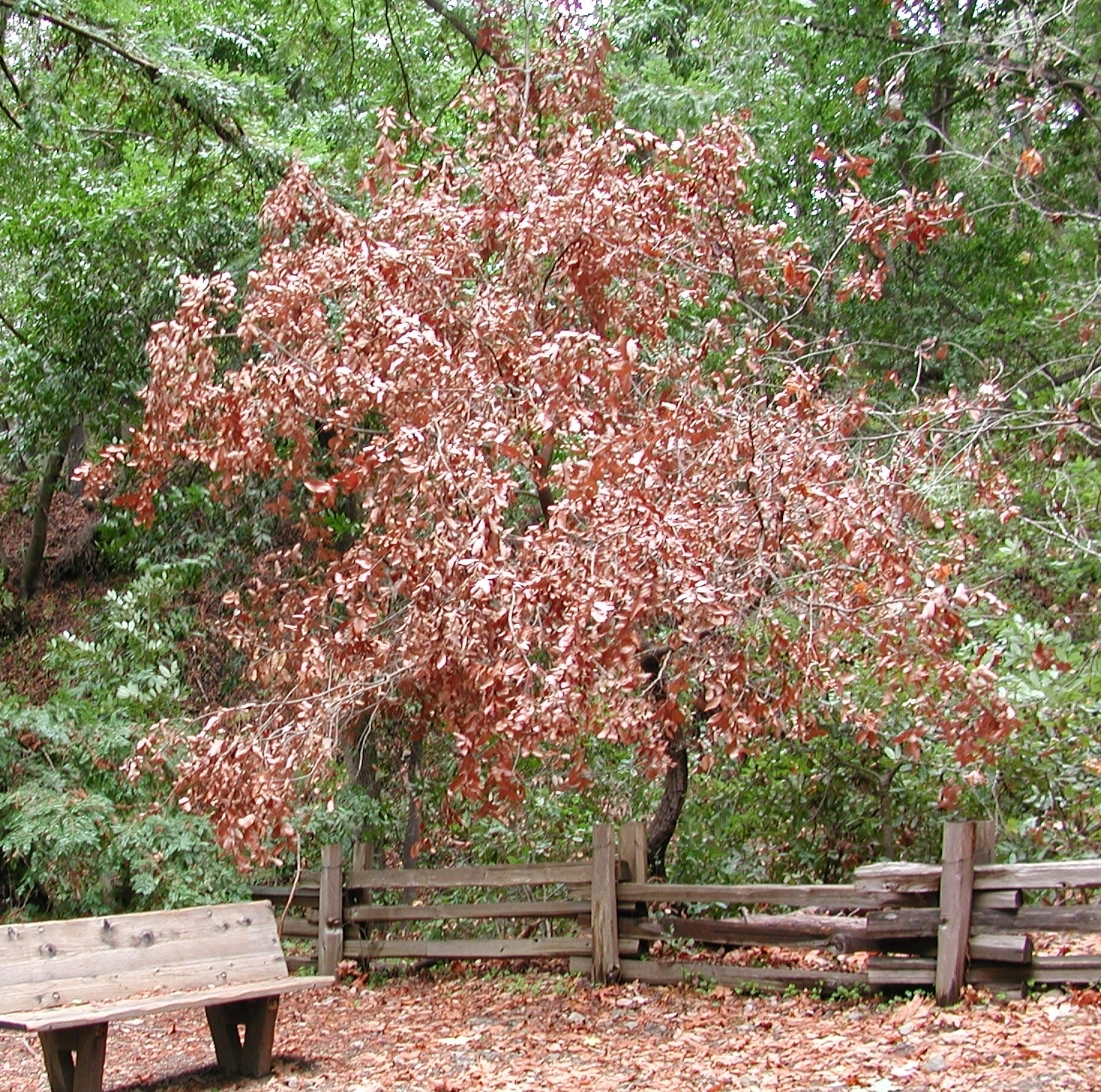
Phytophthora ramorum okozta pusztulás (cserhéjútölgy)
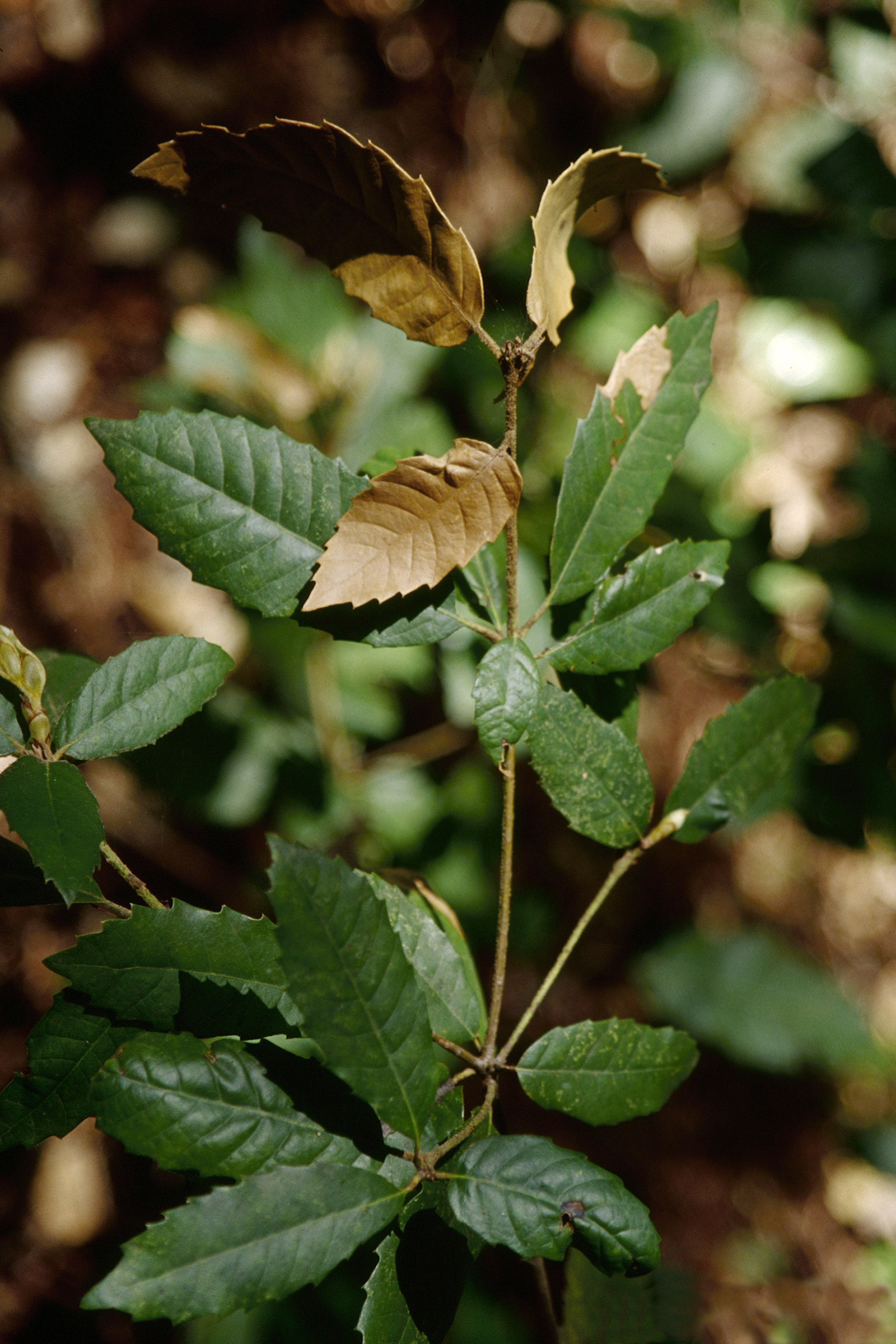
Phytophthora ramorum levéltünete (cserhéjútölgy)
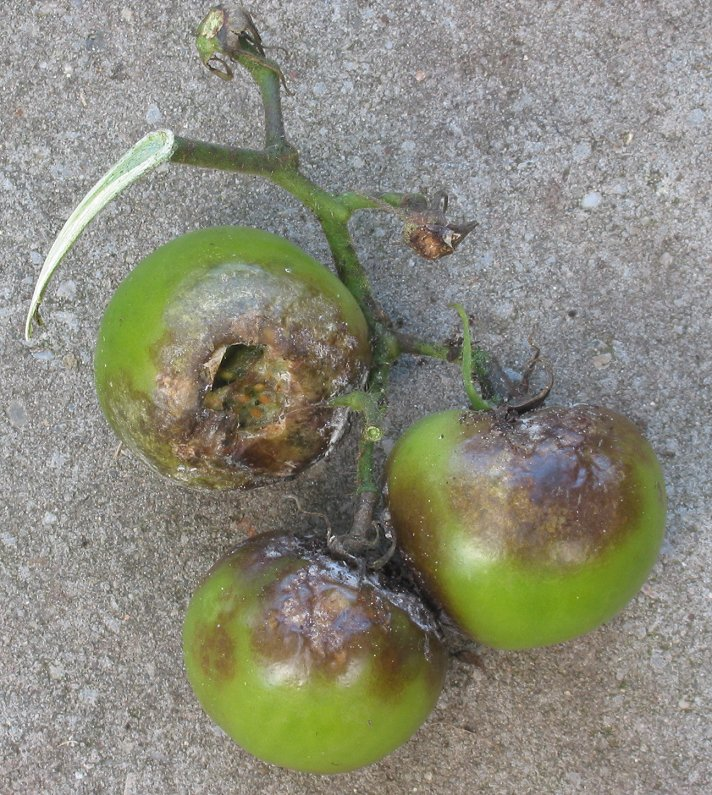
Phytophthora infestans paradicsomon
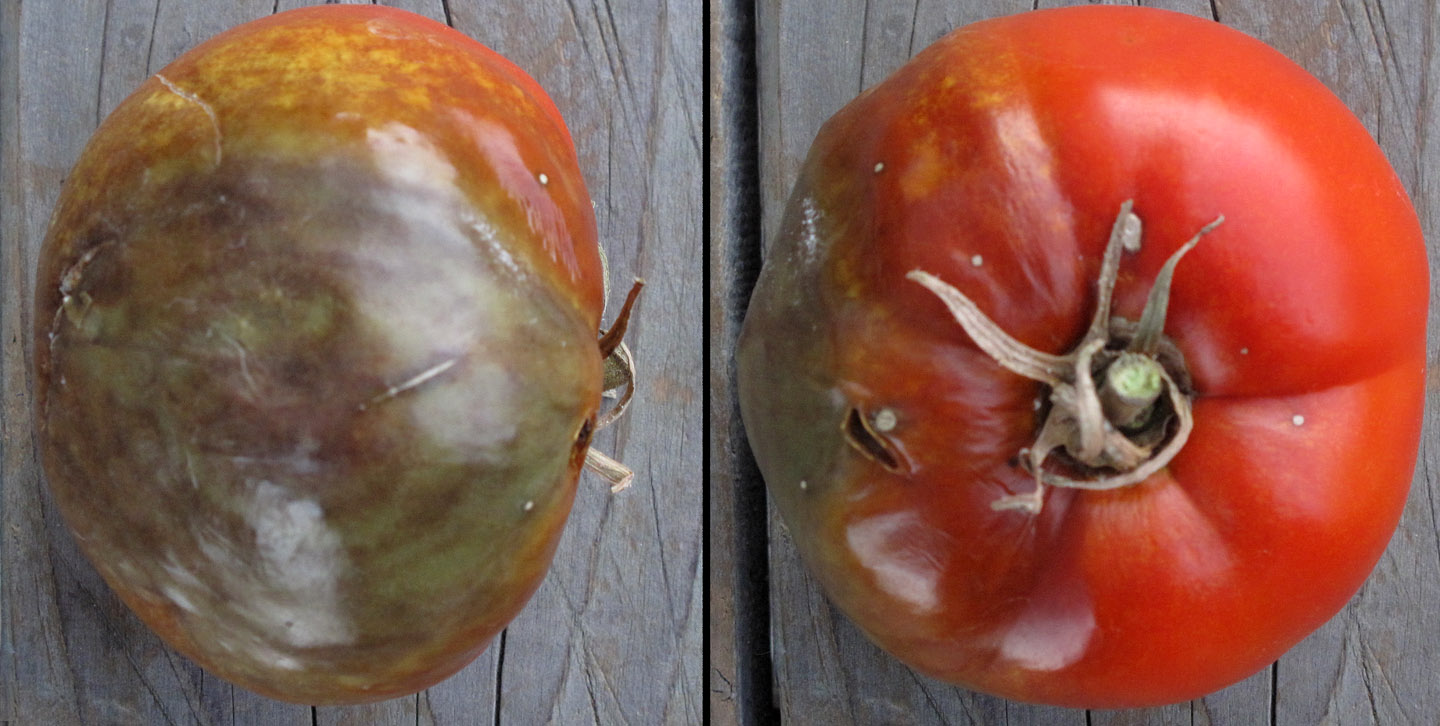
Phytophthora infestans paradicsomon
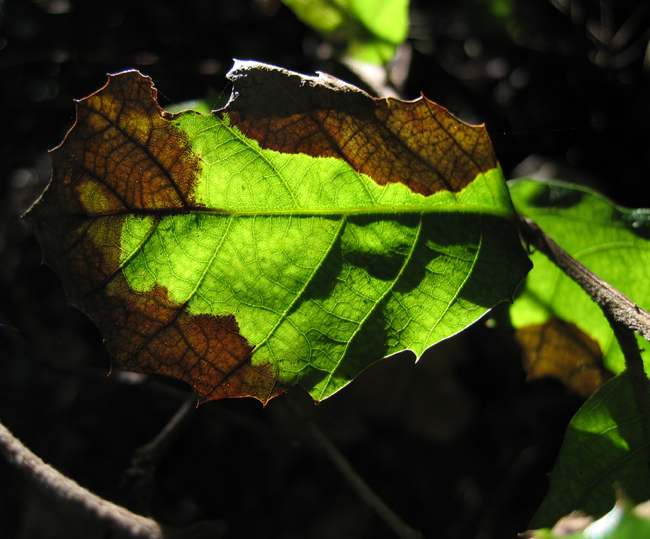
Phytophthora ramorum sporangiumai
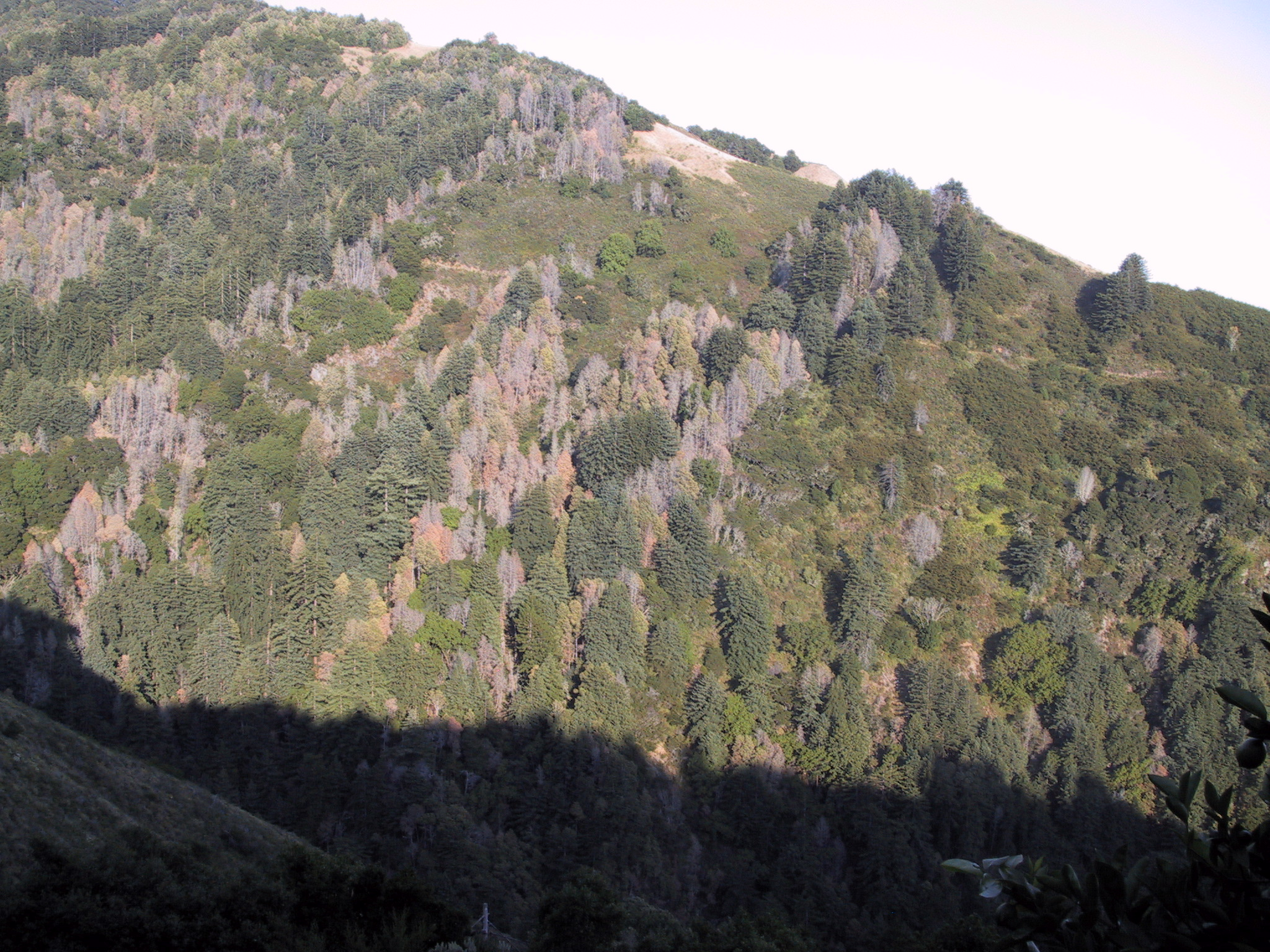
Phytophthora ramorum okozta vérző rák tölgyön
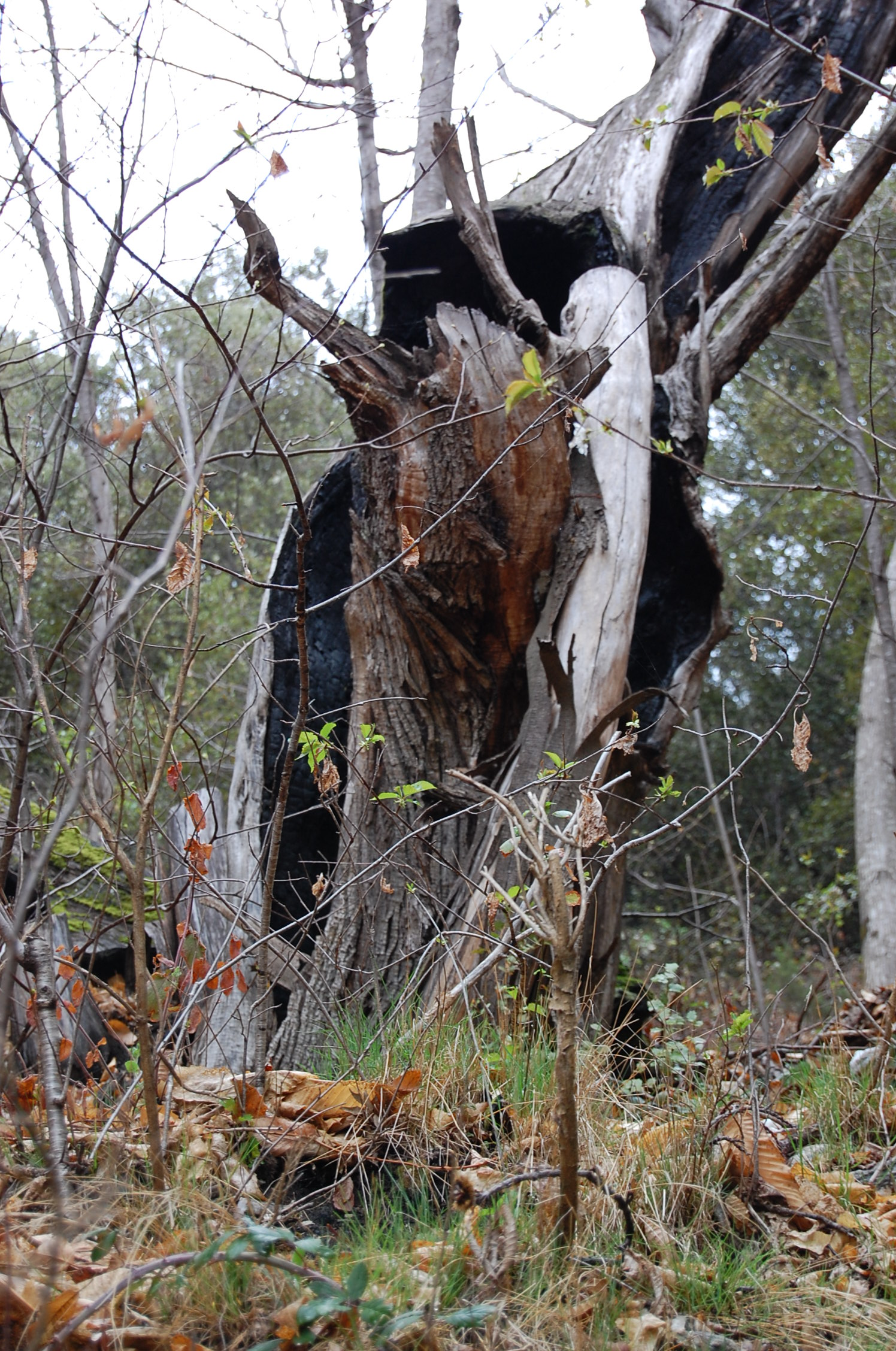
Phytophthora okozta tintabetegség szelídgesztenyén
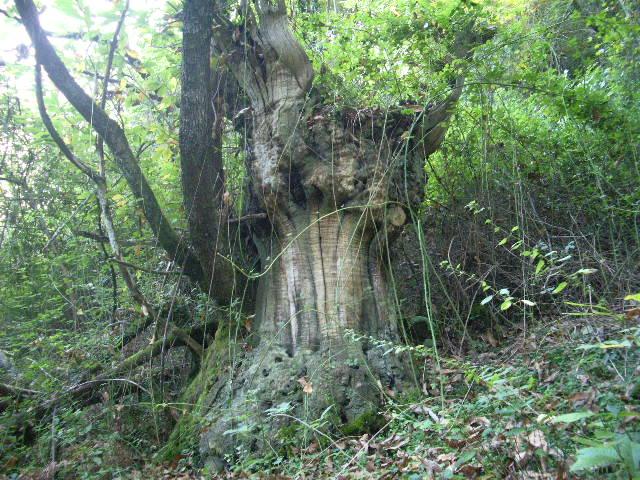
Phytophthora cambivora tenyészet
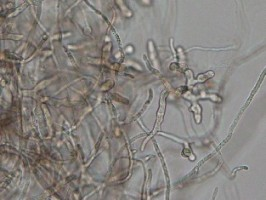
Pythium myriotylum oogóniuma és anterídiuma
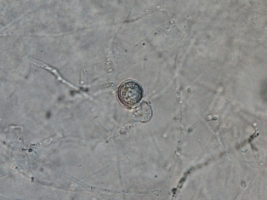
Pythium sulcatum sporangiumai
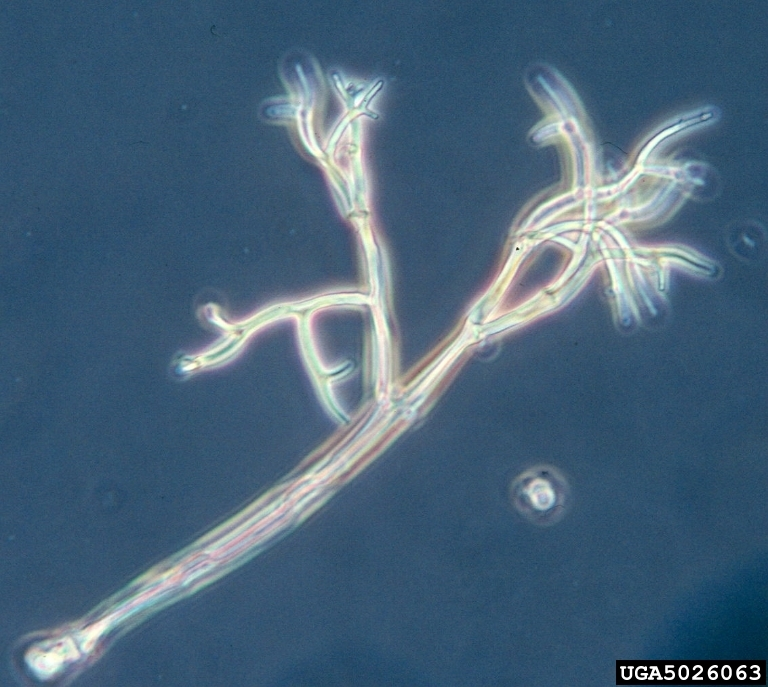
Rózsa peronoszpórája (Peronospora sparsa)
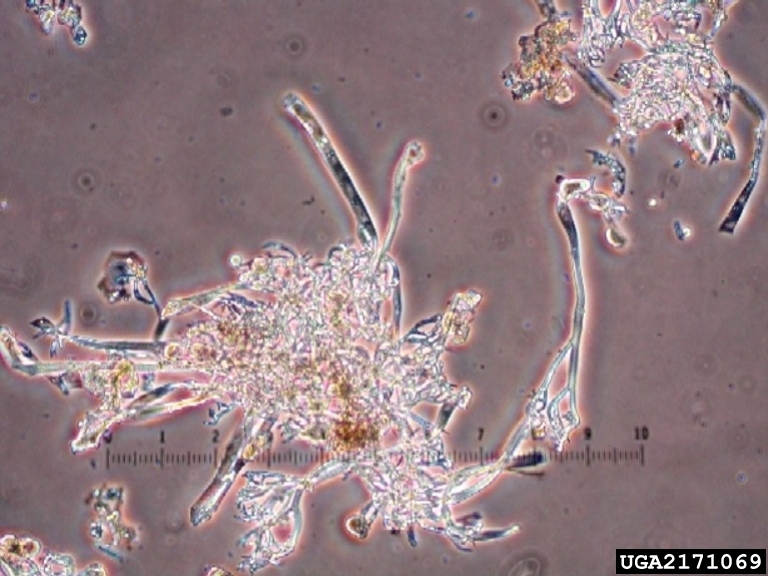
Répa peronoszpórája (Peronospora farinosa f.sp. betae)
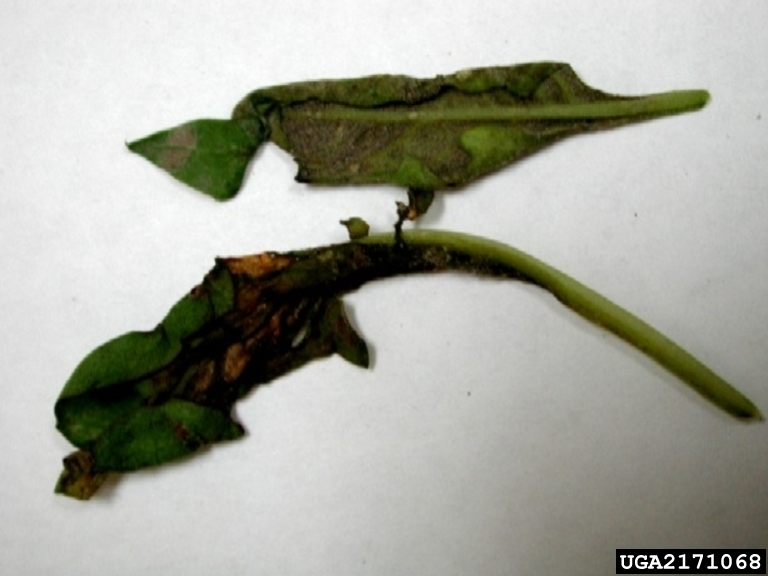
Répa peronoszpórája (Peronospora farinosa f.sp. betae)
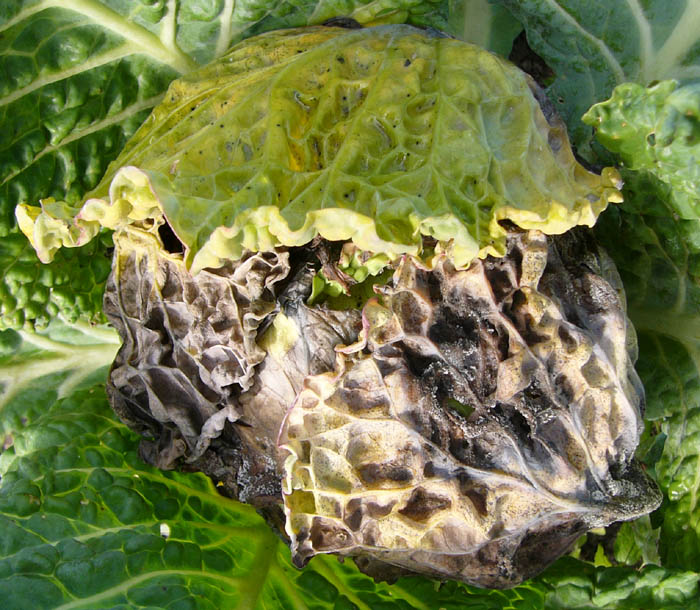
Káposzta peronoszpórája (Hyaloperonospora brassicae)